# 불교의 우주론

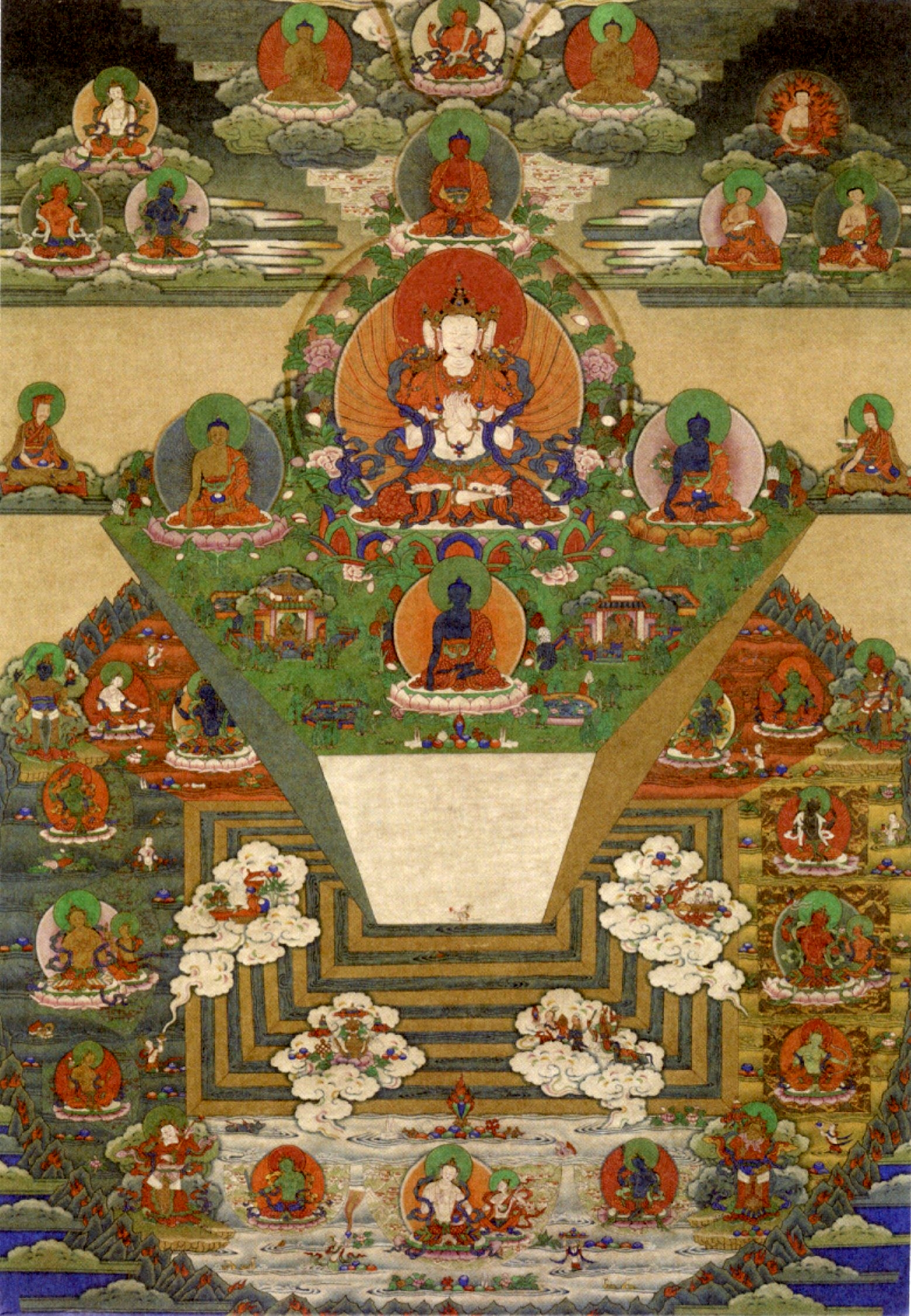
불교의 우주론의 1수미세계(一須彌世界)를 보여주는 부탄의 19세기 탕카(thangka)로, 가운데에 수미산(須彌山)이 있다. 9산8해(九山八海)가 나타나 있다. 수미산은 9산 가운데 하나이다.

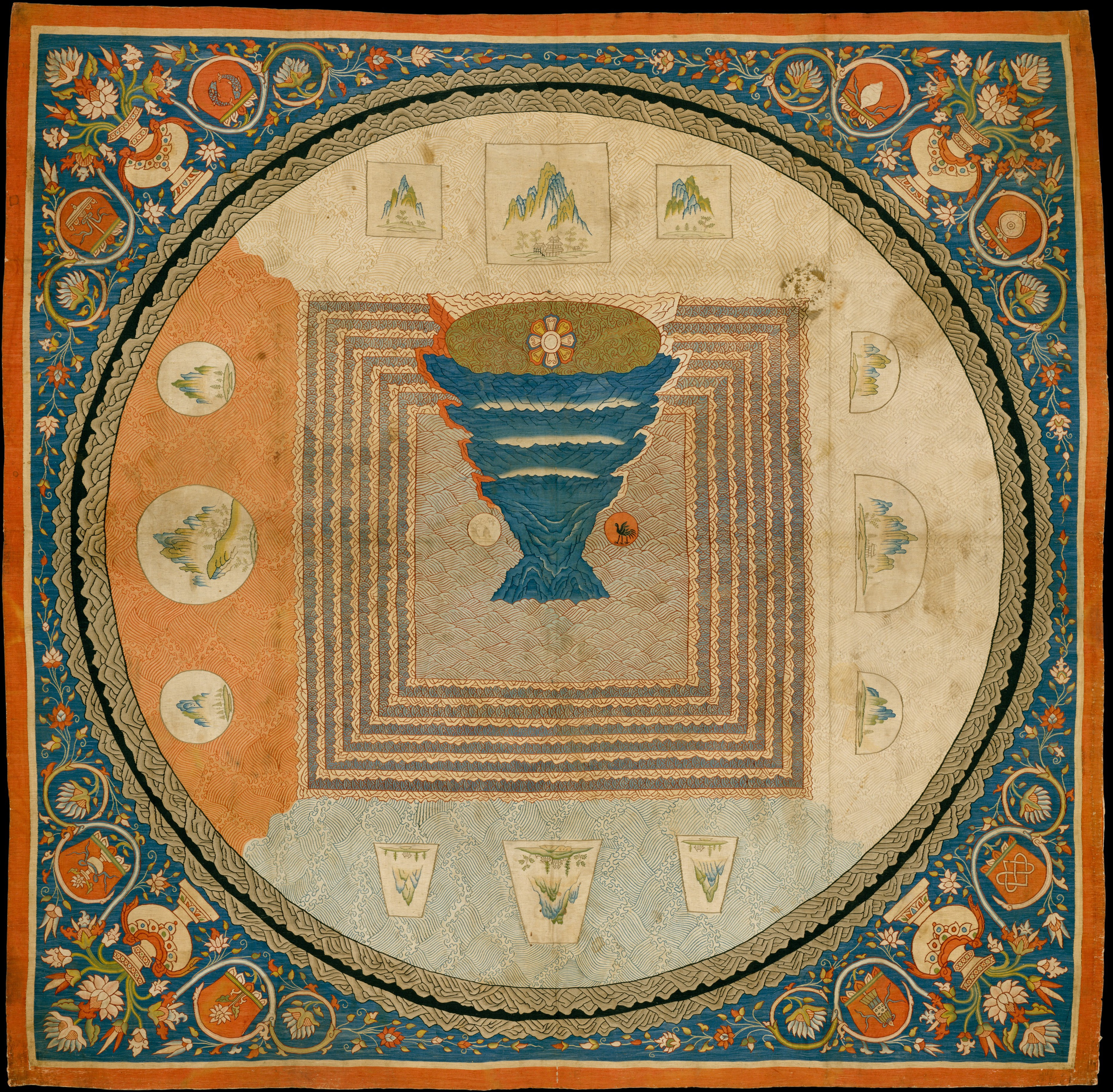
불교의 우주론의 1수미세계(一須彌世界)를 묘사한 중국의 14세기 혁사(緙絲: 실크로 짠 태피스트리)

- 제1층, 즉 가운데의 축은 불선근 즉 3독을 나타낸다.
- 제2층은 업을 나타낸다.
- 제3층은 6도를 나타낸다.
- 제4층은 12연기를 나타낸다.
- 윤회의 수레바퀴를 꽉 붙들고 있는 괴물은 실체가 없는 것, 즉 무상·고·공·무아인 것에 대한 집착, 즉 근본무명을 나타낸다.
- 윤회의 수레바퀴 왼쪽 위에 있는 달은 6도윤회로부터 벗어난 상태, 즉 열반, 즉 깨달음을 나타낸다.
- 달을 가리키고 있는 붓다는 6도윤회로부터 벗어나는 것이 가능하다는 것을 나타낸다.

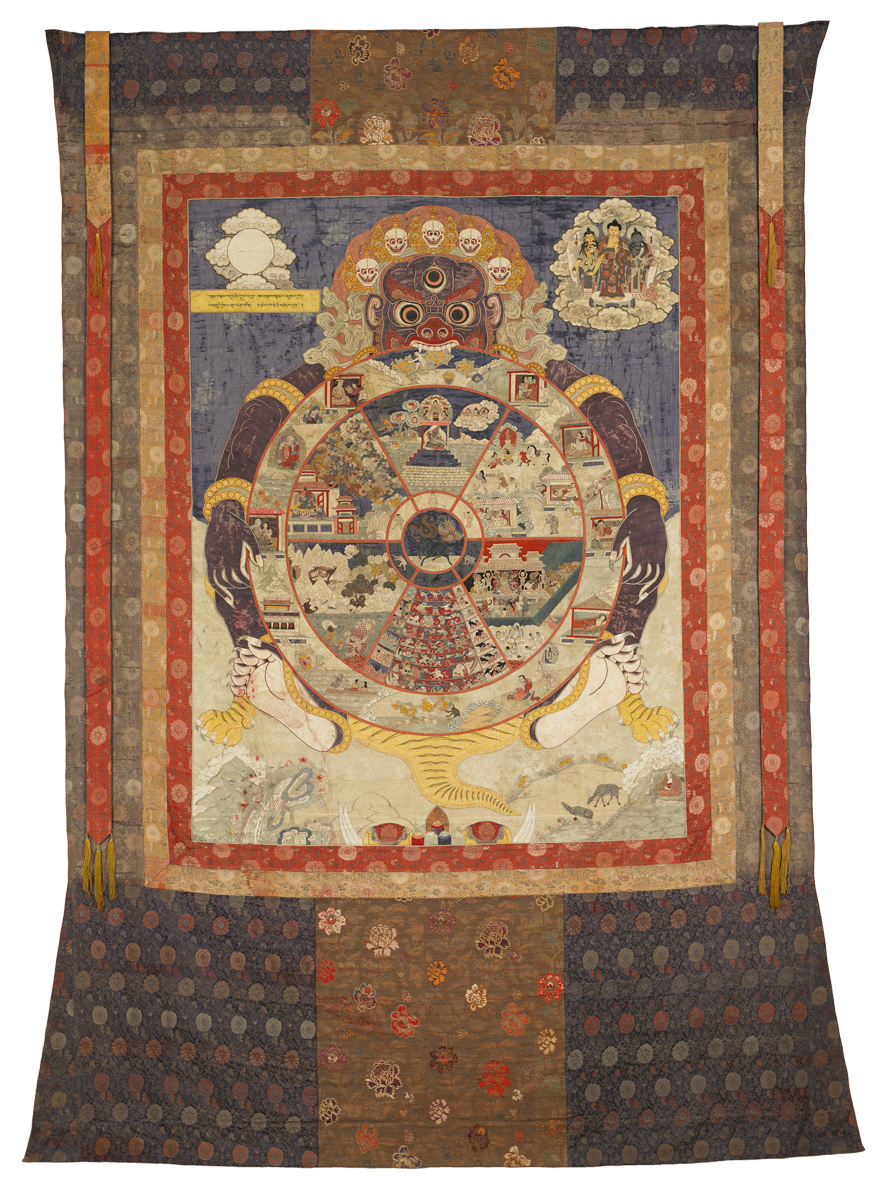
티베트 불교의 6도윤회도(六道輪廻圖, bhavacakra):
- 제1층, 즉 가운데의 축은 불선근 즉 3독을 나타낸다.
- 제2층은 업을 나타낸다.
- 제3층은 6도를 나타낸다.
- 제4층은 12연기를 나타낸다.
- 윤회의 수레바퀴를 꽉 붙들고 있는 괴물은 실체가 없는 것, 즉 무상고공무아인 것에 대한 집착, 즉 근본무명을 나타낸다.
- 윤회의 수레바퀴 왼쪽 위에 있는 달은 6도윤회로부터 벗어난 상태, 즉 열반, 즉 깨달음을 나타낸다.
- 달을 가리키고 있는 붓다는 6도윤회로부터 벗어나는 것이 가능하다는 것을 나타낸다.

불교 우주론에 따르면, 우주 즉 세계 또는 세간(世間)은 크게 유정세간(有情世間) · 기세간(器世間)의 2종세간(二種世間)으로 나뉘거나, 보다 세분하여 중생세간(衆生世間) · 국토세간(國土世間) · 5온세간(五蘊世間)의 3종세간(三種世間)으로 나뉜다.
2종세간 가운데 유정세간은 3종세간 가운데 중생세간에 해당하는데, 세계 또는 우주를 스스로 지은 바 업에 따라 그곳에 태어나 거주하는 유정들이라는 관점에서 바라보아 구분하는 것이다. 그리고 2종세간 가운데 기세간은 3종세간 가운데 국토세간에 해당하는데, 세계 또는 우주를 유정들의 처소 즉 유정들이 태어나서 거주하는 거주처라는 관점에서 바라보아 구분하는 것이다. 그리고 3종세간 가운데 5온세간은 세계 또는 우주를 5온이 공하다는 무아의 이치를 깨닫는다는 관점 즉 '깨달음에 들어가는[入法界]' 길[離世間]의 관점에서 바라보아 구분하는 것이다. 예를 들어, 4향4과 · 9지 · 10지 · 42현성 · 52위 등의 수행계위가 5온세간에 해당한다.
2종세간과 3종세간의 각 세간들은 서로 긴밀히 관련되어 있는데, 이 문서에서는 크게 기세간과 유정세간으로 나누어 기술한다. 즉 기세간 즉 국토세간 즉 '유정들이 거주하는 처소'를 먼저 다루고, 그 다음으로 유정세간 즉 중생세간 즉 '기세간에 거주하는 유정들'에 관련된 주제들에 대해 기술한다. 5온세간에 대해서는 이 문서에서는 다루지 않으며, 5온 문서와 수행계위에 대한 여러 문서들로 대신한다.
기세간의 구조 · 형성 · 소멸 등에 대해서는 《장아함경》 제18권 〈30. 세기경(世紀經)〉, 《대루탄경(大樓炭經)》, 《기세경(起世經)》, 《기세인본경(起世因本經)》 등의 경전과 《구사론》 등의 부파불교의 논서들과 《대승아비달마집론》 등의 대승불교의 논서들에서 설해지고 있는데, 이들 경전들과 논서들에 따르면, 우주 또는 법계는 3천대천세계(三千大千世界)를 말하며, 하나의 3천대천세계는 한 명의 부처의 교화의 영역이기 때문에 1불찰(一佛剎) · 1불국(一佛國) 또는 1불토(一佛土), 즉 하나의 불국토라고 한다.
3천대천세계를 이루는 기본 구성 단위를 1세계(一世界) · 1소세계(一小世界) · 1수미세계(一須彌世界) 또는 1사천하(一四天下)라고 한다. 1수미세계라는 명칭은 기본 구성 단위를 이루는 1세계의 중심 또는 근간이 되는 것이 수미산(須彌山)이기 때문에 붙여진 명칭이다. 1사천하라는 명칭은 기본 구성 단위를 이루는 1세계에 인간도의 유정 즉 인간이 사는 네 개의 대륙이 있는 것에 근거한 명칭이다. 즉, 1세계에는 수미산을 중심으로 4방에 4대주(四大洲)가 있다는 것을 가리키는 명칭이다.
1수미세계는 풍륜(風輪: 바람) · 수륜(水輪: 물) · 금륜(金輪: 땅)의 3륜(三輪) 또는 여기에 공륜(空輪)을 더한 4륜(四輪)과 9산8해(九山八海)와 4대주(四大洲) 그리고 욕계의 하늘[天]들인 6욕천과 색계 · 무색계의 하늘들로 구성되는데, 수미산은 9산 가운데 하나로, 하나의 수미세계의 가장 중심에 있는 산이다. 그리고, 나머지 여덟 산은 실제로는 산맥이다. '3륜 또는 4륜과 9산8해와 4대주와 6욕천과 색계 · 무색계의 하늘들을 포함한, 1개의 태양과 1개의 달이 있는 1수미세계 즉 1세계'가 1000개 모여서 소천세계(小千世界)를 이루고, 소천세계가 1000개 모여서 중천세계(中千世界)를 이루며, 중천세계가 1000개 모여서 대천세계(大千世界)를 이룬다. 이와 같이 천(千, 1000)이 3번 중첩되었다고 하여 대천세계를 3천대천세계(三千大千世界)라고도 하며 또는 1대3천세계(一大三千世界) 즉 하나의 대 3천세계라고도 한다. 또는 간단히 3천세계(三千世界)라고도 한다. 이러한 3천대천세계가 우주 즉 법계를 이룬다. 따라서 엄밀히 계산하면 1수미세계가 10억 개 모인 것이 하나의 우주인데, 불교의 우주론에 따르면 이것은 단지 표현상의 서술에 지나지 않는 것으로 대천세계 즉 우주는 실제로는 1수미세계 즉 1세계가 천백억(千百億 = 1000 × 100억) 개 즉 10조 개 모인 것이다. 그리고 이 3천대천세계가 한 명의 부처, 특히 비로자나불(毘盧遮那佛)의 교화의 영역, 즉 1불찰 · 1불국 또는 1불토이다.  한 유정이 완전한 깨달음에 도달할 때 그 지혜는 우주의 전 영역, 즉 천백억 개의 세계 전체를 포괄한다.
요약하자면, 기세간은 우주의 공간적인 구조와 생멸변천을 말한다. 4륜(四輪) · 9산8해(九山八海) · 4대주(四大洲) · 지옥(地獄) · 방생과 아귀의 거주처 · 해와 달 · 6욕천(六欲天) · 색계의 무색계의 천궁(天宮)과 그 유정 · 3천대천세계(三千大千世界) 등의 주제가 기세간에 해당한다. 그리고 우주 즉 3천대천세계의 시간적인 생멸변천과 유전, 즉 우주의 윤회를 설명하는 성(成) · 주(住) · 괴(壞) · 공(空)의 4겁(四劫) 역시 기세간에 속하는 주제이다.
이에 비해, 유정세간은 유정의 분류와 생멸변천을 말한다. 3계(三界) · 6도(六道) · 7식주(七識住) · 9유정거(九有情居) · 25유(二十五有) · 4식주(四識住) · 4생(四生) 등의 유정의 상태별 · 유형별 분류에 관련된 주제가 유정세간에 해당한다. 그리고 유정의 시간적인 생멸변천과 유전, 즉 유정의 윤회를 설명하는 12연기(十二緣起) 등의 연기설 역시 유정세간에 속하는 주제이다.
그리고, 《구사론》《대승아비달마집론》《천태사교의》 등의 부파불교와 대승불교의 논서들에 따르면, 유정세간과 기세간, 즉 불교의 우주론은 유정의 현실세계 또는 유정의 실제 모습으로서의 현재 상태를 밝히는 것으로 곧 4성제 가운데 고제(苦諦)에 해당한다. 달리 말하면, 불교의 우주론을 밝히는 것의 목적은 4성제 가운데 고제(苦諦)를 명확히 알기 위해서이다.

## 경론별 설명

### 장아함경

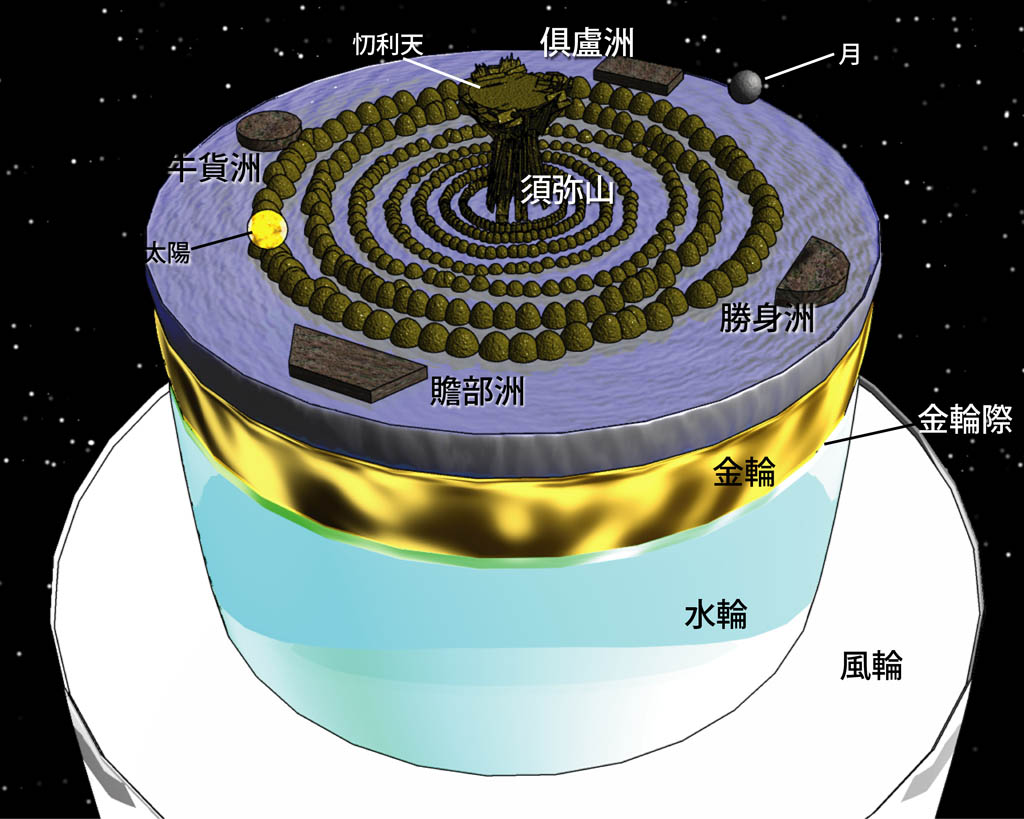
불교 우주론의 1수미세계(一須彌世界): 가운데에 수미산(須彌山)이 있고 수미산 꼭대기에 도리천(忉利天)이 있으며, 도리천의 왕이 제석천 즉 환인(桓因)이다. 풍륜 위에 수륜이 있고, 수륜 위에 금륜이 있으며, 금륜 위에 4대주(四大洲)와 9산8해(九山八海)가 있다. 수미산은 9산 가운데 하나이다.

《장아함경》은 후진(後秦: 384~417) 시대인 413년에 불타야사(佛陀耶舍)와 축불념(竺佛念)이 한역한 초기불교 경전이다. 《장아함경》이 어느 부파가 전승한 경장인가에 대해서는 대중부(大衆部)라는 설, 화지부(化地部)라는 설, 법장부(法藏部)라는 설의 3가지 설이 있으며, 법장부 설은 현대학자들의 연구에 의한 설이다.
《장아함경》 제18권 〈30. 세기경(世紀經) 1) 염부제주품(閻浮提洲品)〉의 시작 부분에서 고타마 붓다는 비구들에게 아래 인용문과 같이 우주 즉 3천대천세계(三千大千世界)의 전체적인 구조를 설하고 있다. 〈30. 세기경(世紀經)〉에서는 하나의 우주 즉 1개의 3천대천세계를 1명의 부처의 교화 영역으로서의 세계라는 뜻에서 1불찰(一佛剎)이라고도 부르며, 또는 중생변제(衆生邊際: 한자어 그대로는 '중생의 끝 간 데') 즉 한 우주의 모든 중생이 그 우주의 범위 안에 존재한다는 뜻에서 중생이 사는 경계[衆生邊際], 또는 중생세계(衆生世界) 즉 중생이 사는 세계라고도 부르고 있다.
이 경전에서 고타마 붓다는 우주의 구조를 전체적으로 설한 후, 우주를 구성하는 기본 단위인 1수미세계의 구성요소들인 풍륜(風輪: 바람) · 수륜(水輪: 물) · 금륜(金輪: 땅)의 3륜(三輪)과, 9산8해(九山八海)와 '4천하(四天下)라고도 불리는 4대주(四大洲)'를 받치고 있는 대지(大地) 즉 금륜과, 9산(九山) 중 중앙에 있는 산으로 수미산왕(須彌山王: 수미산이 가장 높은 산이라는 뜻에서 王을 붙인 것)이라고도 불리는 수미산(須彌山)과, 대해(大海) 즉 8해(八海)와, 수미해(須彌海: 수미산을 둘러싸고 있는 담수의 바다)에 대해서 언급하고 있다. 그런 후 욕계 · 색계 · 무색계의 하늘들을 열거하고 있다.
이 설법에 따르면, 천하(天下)는 4대주(四大洲) 즉 4주(四洲) 가운데 어느 하나, 즉, 인간 즉 '인간도의 유정'이 살고 있는 동승신주(東勝身洲) · 남섬부주(南贍部洲) · 서우화주(西牛貨洲) · 북구로주(北俱盧洲)의 네 대륙[洲] 가운데 어느 하나를 말한다. 그리고 수미산의 높이는 수미해 위에 드러난 부분이 8만 4천 유순(由旬) 즉 유선나(踰繕那)이고 수미해 아래에 잠긴 부분이 역시 8만 4천 유선나이다. 따라서 수미산의 총 높이는 16만 8천 유선나이며, 이 수치는 또한, 수미산을 비롯한 9산과 8해와 4대주가 그 위에 존재하는 땅[地] 즉 금륜(金輪) 즉 대지(大地)의 총 길이 또는 두께이다. 한편, 《구사론》 제11권에 따르면, 수미산의 총 높이는 16만 유선나로, 수미해 위에 드러난 부분이 8만 유선나이고 수미해 아래에 잠긴 부분이 8만 유선나이다.
 佛告諸比丘。如一日月周行四天下。光明所照。如是千世界。千世界中有千日月．千須彌山王．四千天下．四千大天下．四千海水．四千大海．四千龍．四千大龍．四千金翅鳥．四千大金翅鳥．四千惡道．四千大惡道．四千王．四千大王．七千大樹．八千大泥犁．十千大山．千閻羅王．千四天王．千忉利天千焰摩天．千兜率天．千化自在天．千他化自在天．千梵天。是爲小千世界。如一小千世界。爾所小千千世界。是爲中千世界。如一中千世界。爾所中千千世界。是爲三千大千世界。如是世界周匝成敗。眾生所居名一佛剎。

佛告比丘。今此大地深十六萬八千由旬。其邊無際。地止於水。水深三千三十由旬。其邊無際。水止於風。風深六千四十由旬。其邊無際。比丘。其大海水深八萬四千由旬。其邊無際。須彌山王入海水中八萬四千由旬。出海水上高八萬四千由旬。下根連地。多固地分。其山直上。無有阿曲。生種種樹。樹出眾香。香遍山林。多諸賢聖。大神妙天之所居止。其山下基純有金沙。其山四面有四埵出。高七百由旬。雜色間廁。七寶所成。四埵斜低。曲臨海上。

須彌山王有七寶階道。其下階道廣六十由旬。...
又須彌山王中級階道廣四十由旬。... 亦如下階。上級階道廣二十由旬。...亦如中階。

佛告比丘。其下階道有鬼神住。名曰伽樓羅足。其中階道有鬼神住。名曰持鬘。其上階道有鬼神住。名曰喜樂。其四捶高四萬二千由旬。四天大王所居宮殿。... 亦復如是。

須彌山頂有三十三天宮。...

過三十三天由旬一倍有焰摩天宮。過焰摩天宮由旬一倍有兜率天宮。過兜率天宮由旬一倍有化自在天宮。過化自在天宮由旬一倍有他化自在天宮。過他化自在天宮由旬一倍有梵加夷天宮。

於他化自在天．梵加夷天中間。有摩天宮。... 亦復如是。

過梵伽夷天宮由旬一倍有光音天宮。過光音天由旬一倍有遍淨天宮。過遍淨天由旬一倍有果實天宮。過果實天由旬一倍有無想天宮。過無想天由旬一倍有無造天宮。過無造天由旬一倍有無熱天宮。過無熱天由旬一倍有善見天宮。過善見天由旬一倍有大善見天宮。過大善見天由旬一倍有色究竟天宮。過色究竟天上有空處智天．識處智天．無所有處智天．有想無想處智天。

齊此名眾生邊際．眾生世界。一切眾生生．老．病．死．受陰．受有。齊此不過。
 
부처님께서 모든 비구들에게 말씀하셨다.

“하나의 해와 달이 4천하(四天下)를 두루 돌면서 광명을 비추고 있는 것과 같은 그런 세계(世界)가 천(千) 개나 있다. 이 천 개의 세계는 천 개의 해와 달이 있고 천 개의 수미산왕(須彌山王: 수미산이 가장 높은 산이라는 의미에서 王자를 붙였음)과 4천 개의 천하(天下)와 4천 개의 대천하(大天下)가 있고, 4천 개의 바닷물[海水]과 4천 개의 큰 바다[大海]가 있으며, 4천 무리의 용(龍)과 4천 마리의 큰 용[大龍]이 있으며, 4천 무리의 금시조(金翅鳥)와 4천 마리의 큰 금시조[大金翅鳥]가 있고, 4천 개의 악도(惡道)와 4천 개의 큰 악도[大惡道]가 있으며, 4천의 왕(王)과 4천의 대왕(大王)이 있고, 7천 그루의 큰 나무[大樹], 8천 개의 큰 지옥[大泥犁], 1만 개의 큰 산[大山], 천 명의 염라왕(閻羅王), 천 명의 사천왕(四天王), 천 개의 도리천(忉利天), 천 개의 염마천(焰摩天), 천 개의 도솔천(兜率天), 천 개의 화자재천(化自在天), 천 개의 타화자재천(他化自在天), 천 개의 범천(梵天: 여기서는 색계의 모든 하늘의 통칭)이 있다. 이것을 소천세계(小千世界)라고 한다.

하나의 소천세계와 같은 그러한 세계가 천 개 있으면 이것을 중천세계(中千世界)라 하고, 하나의 중천세계와 같은 그러한 세계가 천 개 있으면 이것을 삼천대천세계(三千大千世界)라고 한다. 이와 같은 세계가 겹겹으로 둘러 있는데 생겼다 무너졌다 한다[如是世界周匝成敗]. 중생들이 사는 곳을 1불찰(一佛刹)이라고 이름한다.”

[편집자주: 위의 설명에 이어서 1수미세계의 구성요소들인 풍륜[風] · 수륜[水] · 금륜[地]의 3륜과, 대지 즉 금륜과, 대해 즉 8해와, 9산의 한가운데에 있는 수미산에 대한 설명이 이어진다.]

부처님께서 비구들에게 말씀하셨다.

“이제 이 대지(大地: 금륜)의 깊이는 16만 8천(十六萬八千) 유순(由旬)이고, 그 가장자리는 끝이 없으며, 땅[地: 금륜]은 물[水: 수륜]에 머물러 있다. 물의 깊이는 3천 3십(三千三十) 유순이요, 그 변두리는 끝이 없으며, 물은 바람[風: 풍륜]에 의지해 있다. 바람의 깊이는 6천 4십(六千四十) 유순이요, 그 가장자리는 끝이 없다.

비구들아, 그 큰 바닷물[大海水, 8해의 통칭]의 깊이는 8만 4천(八萬四千) 유순이고 그 가장자리는 끝이 없다. 수미산왕은 바닷물 속에 들어간 부분이 8만 4천(八萬四千) 유순이고, 바닷물 위에 나온 부분도 그 높이가 8만 4천(八萬四千) 유순이며, 밑부분은 땅[地, 금륜]에 닿아 있는데 대부분 단단한 지분(地分)으로 되어 있다. 그 산은 곧게 솟아올라 굽은 곳이 없다. 그곳엔 온갖 나무들이 자라고 있고 나무에서는 갖가지 향기를 내어 그 향기가 온 산에 가득하다. 거기에는 성현(聖賢: 한역 원어는 賢聖)들이 많으며 매우 신령스럽고 묘한 하늘[天, 천인, 천중]들도 머물러 살고 있다. 그 산의 밑부분에는 순수한 금모래가 있고, 그 산의 네 면에는 네 개의 봉우리[埵]가 솟아 있는데 높이는 7백 유순으로 일곱 가지 보배[七寶]로 이루어졌으며, 네 개의 봉우리는 비스듬히 굽어져 바다[海, 수미해]에 닿아 있다.

[편집자주: 위의 설명에 이어서 1수미세계의 구성요소들인 욕계의 하늘[天]들에 대한 설명과 열거가 이어진다.]

또 수미산왕에는 '7보로 만들어진 층계로 된 길[七寶階道: 6욕천의 제1천인 4천왕천에 해당한다]'이 있는데 아래 부분의 층계로 된 길[下階道]의 너비는 60유순이다. ...

또 수미산왕의 중턱에 있는 층계로 된 길[中級階道]의 너비는 40유순이고, ... 모든 일들이 아래 층계로 된 길을 설명한 내용과 같다.

위에 있는 층계로 된 길[上級階道]은 그 너비가 20유순이고, ... 일들은 가운데에 있는 층계로 된 길을 설명한 내용과 같다.”

부처님께서 비구들에게 말씀하셨다.

“그 아래 층계의 길[下階道]에는 가루라(伽樓羅: 한역 원어는 伽樓羅足)라는 귀신(鬼神)이 살고 있고, 가운데 층계 길[中階道]에는 지만(持鬘)이라는 귀신이 살고 있으며, 위 층계 길[上階道]에는 희락(喜樂)이라는 귀신이 살고 있다. 그곳에는 네 개의 봉우리[埵]가 솟아나 있는데 높이는 4만 2천 유순이다.

사천대왕(四天大王)이 살고 있는 궁전에는 ... 일들은 역시 위에서 설명한 것과 같다. [편집자주: 이상은 6욕천의 제1천인 4천왕천에 대한 설명이다.]

수미산 꼭대기에는 삼십삼천(三十三天: 도리천, 6욕천의 제2천)의 궁전이 있다. ...

삼심삼천을 지나 또 그만한 거리의 곱절을 가면 염마천(焰摩天: 야마천, 6욕천의 제3천)의 궁전이 있고, 염마천의 궁전을 지나 또 그만한 거리의 곱절을 가면 도솔천(兜率天: 6욕천의 제4천)의 궁전이 있으며, 도솔천의 궁전을 지나 그만한 거리의 곱절을 가면 화자재천(化自在天: 화락천, 6욕천의 제5천)의 궁전이 있고, 화자재천의 궁전을 지나 그만한 거리의 곱절을 가면 타화자재천(他化自在天: 6욕천의 제6천)의 궁전이 있으며, 타화자재천의 궁전을 지나 그만한 거리의 곱절을 가면 범가이천(梵加夷天: 색계 초선천의 통칭)의 궁전이 있다.

타화자재천과 범가이천의 중간에 마천(魔天: 한역 원어는 摩天)의 궁전이 있는데 ...

[편집자주: 위의 설명에 이어서 1수미세계의 구성요소들인 색계의 나머지 하늘[天]들에 대한 열거가 이어진다.]

범가이천의 궁전을 지나 그만한 거리의 곱절을 가면 광음천(光音天: 여기서는 색계 2선천의 통칭)의 궁전이 있고, 광음천을 지나 그만한 거리의 곱절을 가면 변정천(遍淨天: 여기서는 색계 3선천의 통칭)의 궁전이 있고, 변정천을 지나 그만한 거리의 곱절을 가면 과실천(果實天: 여기서는 색계 4선천의 통칭)의 궁전이 있고, 과실천을 지나 그만한 거리의 곱절을 가면 무상천(無想天)의 궁전이 있고, 무상천을 지나 그만한 거리의 곱절을 가면 무조천(無造天: 무번천, 5정거천의 제1천)의 궁전이 있고, 무조천을 지나 그만한 거리의 곱절을 가면 무열천(無熱天: 5정거천의 제2천)의 궁전이 있고, 무열천을 지나 그만한 거리의 곱절을 가면 선견천(善見天: 5정거천의 제3천)의 궁전이 있고, 선견천을 지나 그만한 거리의 곱절을 가면 대선견천(大善見天: 5정거천의 제4천)의 궁전이 있고, 대선견천을 지나 그만한 거리의 곱절을 가면 색구경천(色究竟天: 5정거천의 제5천)의 궁전이 있다.

[편집자주: 위의 설명에 이어서 1수미세계의 구성요소들인 무색계의 하늘[天]들에 대한 열거가 이어진다.]

색구경천을 지나 그만한 거리의 곱절을 가면 공처지천(空處智天: 공무변처천, 무색계의 제1천) · 식처지천(識處智天: 식무변처천, 무색계의 제2천) · 무소유처지천(無所有處智天: 무소유처천, 무색계의 제3천) · 유상무상처지천(有想無想處智天: 비상비비상처천, 무색계의 제4천)이 있다.

이와 같은 것들을 통틀어 중생이 사는 경계[衆生邊際]요, 중생이 사는 세계[衆生世界]라고 이름한다. 일체 중생의 나고 · 병들고 · 늙고 · 죽고, 음(陰)을 받고 유(有)를 받는 것이 모두 여기에서 벗어나지 않는다.”
 — 《장아함경》 제18권 〈30. 세기경(世紀經) 1) 염부제주품(閻浮提洲品)〉. 한문본 & 한글본

### 대루탄경
《대루탄경(大樓炭經)》은 《장아함경》 제18권 〈30. 세기경(世紀經)〉의 이역본들 가운데 하나로, 서진(西晉: 265~317) 시대인 290~307년 사이에  법립(法立)과 법거(法炬)가 공역한 경전이다.
《대루탄경》 제1권 〈1. 염부리품(閻浮利品)〉의 시작 부분에서 고타마 붓다는 비구들에게 아래 인용문과 같이 우주 즉 3천대천세계(三千大千世界)와 우주를 구성하는 기본 단위인 1수미세계(一須彌世界)의 전체적인 구조를 설하고 있다. 《대루탄경》에서는 하나의 우주 즉 1개의 3천대천세계를 1불찰(一佛剎) 즉 1명의 부처의 교화 영역으로서의 세계라는 뜻에서 하나의 불찰이라고도 부르고 있다.
 佛言諸比丘如一日月。旋照四天下時。爾所四千天下世界。有千日月。有千須彌山王。有四千天下。四千大海水。四千大龍宮。四千大金翅鳥。四千惡道。四千大惡道。七千種種大樹。八千種種大山。萬種種大泥梨。是名爲一小千世界。如一千小世界。爾所小千千世界。是名爲中千世界。如一中千世界。爾所中千千世界。是名爲三千世界。悉燒成敗。是爲一佛剎。

佛言。比丘。是地深六百八十萬由旬。其邊無限。其地立水上。其水深四百六十萬由旬。其邊際無有限礙。大風持水。其風深二百三十萬由旬。其邊際無限。

比丘其大海深八百四十萬由旬。其邊際無崖底。比丘須彌山王入大海水。深八萬四千由旬。高亦八萬四千由旬。下狹上稍稍廣。上正平。種種合四類在上止。悉滿無空缺處。諸大尊神亦在上止。諸尊復尊大神。悉在上居止。忉利天宮。在須彌山上。過忉利天。上有焰天。過炎天。有兜率天。上過兜率天。有尼摩羅天。過尼摩羅天。上有波羅尼蜜和耶越致天。過是上有梵迦夷天。過是天上有魔天。其宮廣長二十四萬里。宮壁七重。欄楯七重。刀分七重。行樹七重。周匝皆以七寶。畫妙好。金銀水精琉璃馬瑙赤眞珠車磲。...

過魔天。上有梵迦夷天。過梵迦夷天。上有阿衞貨天。過是上有首皮斤天。過是有比呼破天。過是已有無人想天。過是已有阿和天。過是已有答和天。過是已有名須達稱天。過是已有須陀尸天。過是已有阿迦尼吒天。

過是已有天。名阿竭禪天。過是已有天。名識知。過是已有天。名阿因。過是已有天。名無有思想亦不無想。

乃至其上有人。生老病死。往還不復過其上數。
 
부처님께서 비구들에게 말씀하셨다.

“마치 하나의 해와 달이 사천하(四天下)를 두루 비출 때 그곳의 4천(千) 천하세계(天下世界)에는 1천 개의 해와 달이 있고, 1천의 수미산왕(須彌山王)이 있으며, 4천 개의 천하(天下)가 있고, 4천 개의 대해[大海水]가 있고, 4천 개의 대용궁(大龍宮)이 있고, 4천 개의 대금시조(大金翅鳥)가 있고, 4천 개의 악도(惡道)가 있고, 4천 개의 대악도(大惡道)가 있고, 7천 개의 갖가지 큰 나무[大樹]들이 있고, 8천 개의 갖가지 거대한 산[大山]이 있고, 1만 개의 갖가지 대니리(大泥梨: 대지옥)가 있으니, 이것을 하나의 소천세계(小千世界)라고 한다. 하나의 소천세계와 같이 그곳에 소천(小千)의 천 세계가 있으니, 이것을 중천세계(中千世界)라고 한다. 하나의 중천세계처럼 그곳에 중천(中千)의 천 세계가 있으니, 이것을 삼천세계(三千世界)라고 한다. 이 삼천세계가 모두 불에 타서 이루어지거나 무너지나니[悉燒成敗], 이것을 하나의 불찰(一佛剎)이라고 한다.”

[편집자주: 위의 설명에 이어서 1수미세계의 구성요소들인 풍륜[風] · 수륜[水] · 금륜[地]의 3륜과, 대지 즉 금륜과, 대해 즉 8해와, 9산의 한가운데에 있는 수미산에 대한 설명이 이어진다.]

부처님께서 비구들에게 말씀하셨다.

“이 땅[地: 금륜]의 깊이는 6백80만 유순이고 그 둘레는 한없으며, 이 땅은 물[水: 수륜] 위에 서있다. 그 물의 깊이는 4백60만 유순이고, 그 둘레는 한없고 걸림이 없다. 큰 바람[大風: 풍륜]이 물을 유지하고 있는데, 그 바람의 깊이는 2백30만 유순이며, 그 둘레는 한없다.

비구들이여, 그 대해(大海: 8해의 통칭)는 깊이가 8백40만 유순이고 그 둘레는 끝도 가도 보이지 않는다.

비구들이여, 수미산왕은 대해[大海水]에 들어 있는데 깊이가 8만 4천 유순이요, 높이도 8만 4천 유순이다. 아래는 좁고 위로 갈수록 점점 넓어지는데, 위는 반듯하고 평평하여

[편집자주: 위의 설명에 이어서 1수미세계의 구성요소들인 욕계의 하늘[天]들에 대한 설명과 열거가 이어진다.]

'온갖 네 가지 생류[含四類: 한문 원문은 合四類]'가 위에서 살고 있으며[在上止], 모두 가득 차서 빈 곳이 없다.
여러 크고 높은 신(神)들도 거기서 살고 있고[在上止], 높고 또 높은 신들도 모두 다 위에서 살고 있다[在上居止]. [편집자주: 이상은 6욕천의 제1천인 4천왕천에 대한 설명이다.]

도리천궁(忉利天宮: 6욕천의 제2천)은 수미산 위에 있고, 도리천(忉利天)을 지나서 위에는 염천(焰天: 야마천, 6욕천의 제3천)이 있고, 염천을 지나서 도솔천(兜率天: 6욕천의 제4천)이 있고, 도솔천을 지나서 위에는 니마라천(尼摩羅天: 화락천, 6욕천의 제5천)이 있고, 니마라천을 지나서 위에는 바라니밀화야월치천(波羅尼蜜和耶越致天: 타화자재천, 6욕천의 제6천)이 있고, 그것을 지나면 위에 범가이천(梵迦夷天: 색계 초선천의 통칭)이 있다.

이 하늘[즉, 6욕천의 제6천인 타화자재천]을 지나서 위에 마천(魔天)이 있는데, 그 궁전의 너비와 길이는 24만 리이다. 궁의 벽은 일곱 겹이고, 난간도 일곱 겹이며, 교로[交露]도 일곱 겹이다. 일곱 겹의 가로수가 줄지어 서 있고, 둘레는 모두 7보(七寶)인 금(金) · 은(銀) · 수정(水精) · 유리(琉璃) · 마노(馬瑙) · 붉은 진주[赤眞珠]와 차거(車磲)의 그림이 그려져 있는데, 미묘하고 좋다. ...

[편집자주: 위의 설명에 이어서 1수미세계의 구성요소들인 색계의 나머지 하늘[天]들에 대한 열거가 이어진다.]

마천을 지나면 위에 범가이천(梵迦夷天: 색계 초선천의 통칭)이 있고, 범가이천을 지나면 위에 아위화천(阿衞貨天: 색계 2선천의 통칭)이 있고, 이것을 지나면 위에 수피근천(首皮斤天: 색계 3선천의 통칭)이 있고, 이것을 지나면 비호파천(比呼破天: 색계 4선천의 통칭)이 있고, 이것을 지나면 위에 무인상천(無人想天: 무상천)이 있고, 이것을 지나면 위에 아화천(阿和天: 5정거천의 제1천인 무번천)이 있고, 이것을 지나면 위에 답화천(答和天: 5정거천의 제2천인 무열천)이 있고, 이것을 지나면 수달칭천(須達稱天: : 5정거천의 제3천인 선현천 또는 선견천)이 있고, 이것을 지나면 수타시천(須陀尸天: 5정거천의 제4천인 선견천 또는 대선견천)이 있고, 이것을 지나면 아가니타천(阿迦尼吒天: 5정거천의 제5천인 색구경천) 이 있고,

[편집자주: 위의 설명에 이어서 1수미세계의 구성요소들인 무색계의 하늘[天]들에 대한 열거가 이어진다.]

이것을 지나면 하늘이 있으니, 그 이름은 아갈선천(阿竭禪天: 무색계 제1천인 공무변처천)이다. 이것을 지나면 하늘이 있으니 식지(識知: 무색계 제2천인 식무변처천)라 하고, 이것을 지나면 하늘이 있으니 아인(阿因: 무색계 제3천인 무소유처천)이라 하며, 이것을 지나면 하늘이 있으니 무유사상역부무상(無有思想亦不無想: 무색계 제4천인 비상비비상처천)이라 한다.

나아가 그 위로는[其上] 어떤 사람이라도 나고 늙고 병들고 죽고 가고 오되, 더 이상 그 수(數: 범주)를 넘지는 않는다.”
 — 《대루탄경》 제1권 〈1. 염부리품(閻浮利品)〉. 한문본 & 한글본

### 기세경
《기세경(起世經)》은 《장아함경》 제18권 〈30. 세기경(世紀經)〉의 이역본들 가운데 하나로, 수(隋: 581~618)나라 시대인 585~600년 사이에 사나굴다(闍那崛多)가 한역한 경전이다.
《기세경》 제1권 〈1. 염부주품(閻浮洲品)〉의 시작 부분에서 고타마 붓다는 비구들에게 아래 인용문과 같이 우주 즉 3천대천세계(三千大千世界)와 우주를 구성하는 기본 단위인 1수미세계(一須彌世界)의 전체적인 구조를 설하고 있다. 《기세경》에서는 하나의 우주 즉 1개의 3천대천세계를 1불찰토(一佛刹土) 즉 1명의 부처의 교화 영역으로서의 세계라는 뜻에서 한 부처님 세계[一佛刹土], 또는 완전한 깨달음을 아직 증득하지 못한 유정들로서는 참고 견뎌야 살아갈 수 있는 세계라는 뜻 등의 의미에서 사바세계(娑婆世界), 또는 무외찰토(無畏刹土) 즉 완전한 깨달음을 증득한 자에게는 두려워 할 만한 것이 전혀 없는 세계라는 뜻에서 두려움 없는 국토[無畏刹土]라고도 부르고 있다.
 佛言。比丘。如一日月所行之處。照四天下。如是等類。四天世界。有千日月所照之處。此則名爲一千世界。諸比丘。千世界中。千月千日千須彌山王。四千小洲。四千大洲。四千小海。四千大海。四千龍種姓。四千大龍種姓。四千金翅鳥種姓。四千大金翅鳥種姓。四千惡道處種姓。四千大惡道處種姓。四千小王。四千大王。七千種種大樹。八千種種大山。十千種種大泥犁。千閻摩王。千閻浮洲。千瞿陀尼。千弗婆提。千鬱單越。千四天王天。千三十三天。千夜摩天。千兜率陀天。千化樂天。千他化自在天。千摩羅天。千梵世天。諸比丘。於梵世中。有一梵王。威力最強。無能降伏。統攝千梵自在王領。云我能作能化能幻。云我如父。於諸事中。自作如是憍大語已。即生我慢。如來不爾。所以者何。一切世間。各隨業力。現起成立。諸比丘。此千世界。猶如周羅(周羅者隋言髻)。名小千世界。諸比丘。爾所周羅一千世界。是名第二中千世界。諸比丘。如此第二中千世界。以爲一數。復滿千界。是名三千大千世界。

諸比丘。此三千大千世界。同時成立。同時成已而復散壞。同時壞已而復還立。同時立已而得安住。如是世界。周遍燒已。名爲散壞。周遍起已。名爲成立。周遍住已。名爲安住。是爲無畏一佛剎土眾生所居。

諸比丘。今此大地。厚四十八萬由旬。周闊無量。如是大地。住於水上。水住風上。風依虛空。諸比丘。此大地下。所有水聚。厚六十萬由旬。周闊無量。彼水聚下。所有風聚。厚三十六萬由旬。周闊無量。諸比丘。

此大海水。最極深處。深八萬四千由旬。周闊無量。諸比丘。須彌山王。下入海水。八萬四千由旬。上出海水。亦八萬四千由旬。須彌山王。其底平正。下根連住大金輪上。諸比丘。須彌山王。在大海中。下狹上闊。漸漸寬大。端直不曲。大身牢固。佳妙殊特。最勝可觀。四寶合成。所謂金銀琉璃頗梨。須彌山上。生種種樹。其樹鬱茂。出種種香。其香遠熏。遍滿諸山。多眾聖賢。最大威德。勝妙天神之所止住。諸比丘。須彌山王。上分有峰。四面挺出。曲臨海上。各高七百由旬。殊妙可愛。七寶合成。所謂金銀琉璃頗梨眞珠車磲瑪瑙之所莊挍。

諸比丘。須彌山下。別有三級。諸神住處。其最下級。縱廣正等。六十由旬。... 其第二級。縱廣正等。四十由旬。... 其最上級。縱廣正等。二十由旬。... 諸比丘。於下級中。有夜叉住。名曰缽手。第二級中。有夜叉住。名曰持鬘。於上級中。有夜叉住。名曰常醉。諸比丘。須彌山半。高四萬二千由旬。有四大天王所居宮殿。須彌山上。有三十三天宮殿。帝釋所居。三十三天已上一倍。有夜摩諸天所居宮殿。夜摩天上。又更一倍。有兜率陀天所居宮殿。兜率天上。又更一倍。有化樂諸天所居宮殿。化樂天上。又更一倍。有他化自在諸天宮殿。

他化天上。又更一倍。有梵身諸天所居宮殿。他化天上。梵身天下。於其中間。有摩羅波旬諸天宮殿。倍梵身上。有光音天。倍光音上。有遍淨天。倍遍淨上。有廣果天。倍廣果上。有不麤天。廣果天上。不麤天下。其間別有諸天宮殿所居之處名無想眾生。倍不麤上。有不惱天。倍不惱上。有善見天。倍善見上。有善現天。倍善現上。有阿迦尼吒諸天宮殿。

諸比丘。阿迦尼吒已上。更有諸天。名無邊空處。無邊識處。無所有處。非想非非想處。此等皆名諸天住處。

諸比丘。如是處所。如是界分。眾生居住。是諸眾生。若來若去。若生若滅。邊際所極。此世界中。所有眾生。有生老死。墮在如是生道中住。至此不過。是名娑婆世界無畏剎土。諸餘十方一切世界。亦復如是。
 
부처님께서는 말씀하셨다.

“비구들아, 하나의 해와 달이 다니면서 4천하(四天下)를 비추는 것처럼 이와 같은 4천하[四天世界]에 천 개의 해와 달이 있어 비추어지는 곳을 곧 1천 세계(一千世界: 1개의 천 세계)라고 한다.

비구들아, 천 세계(千世界) 중에는 천 개의 달과 천 개의 해와 천 개의 수미산왕과 4천 소주(小洲)와 4천 대주(大洲)와 4천 소해(小海)와 4천 대해(大海)가 있으며, 4천의 용(龍) 종족과 4천의 큰 용[大龍] 종족과 4천의 금시조(金翅鳥) 종족과 4천의 큰 금시조[大金翅鳥] 종족과 4천의 나쁜 길 처소[惡道處]의 종족과 4천의 크게 나쁜 길 처소[大惡道處]의 종족과 4천의 소왕(小王), 4천의 대왕(大王), 7천의 갖가지 큰 나무[大樹], 8천의 갖가지 큰 산[大山]들과 10천의 갖가지 큰 니리(大泥犁: 대지옥)들, 그리고 천의 염마왕(閻摩王), 천의 염부주(閻浮洲), 천의 구타니(瞿陀尼), 천의 불바제(弗婆提), 천의 울단월(鬱單越)과 천의 사천왕천(四天王天), 천의 삼십삼천(三十三天), 천의 야마천(夜摩天), 천의 도솔타천(兜率陀天), 천의 화락천(化樂天), 천의 타화자재천(他化自在天), 천의 마라천(摩羅天)과 천의 범세천(梵世天)이 있다.

비구들아, 범세(梵世) 안에 범왕(梵王)이 한 명 있는데 위력이 가장 강하여 항복시킬 이 없으며, 천의 범자재왕(梵自在王)의 영역을 모두 거느리면서 '나는 능히 짓고 능히 변화하고 능히 홀릴 수도 있다'고 말하고, '나는 아버지와 같은 이다'라고 말하며, '모든 일에서 가운데서 스스로 이렇게 교만하여 큰소리를 치며 아만(我慢)을 내지만 여래는 그렇지 않다. 왜냐하면 일체 세간은 저마다 업의 힘을 따라 나타나 일어나고 성립되기 때문이다.

비구들아, 이 천 세계는 마치 주라(周羅)[주라(周羅)는 수(隋)나라 말로 계(髻: 상투, 묶은 머리)이다.]와 같은데, 소천세계(小千世界)라 한다.

비구들아, 그렇게 많은 주라의 1천 세계를 바로 제2의 중천세계(中千世界)라 한다.

비구들아, 이러한 제2의 중천세계를 하나의 수[一數]로 하여 다시 천(千)의 세계가 차면 이것을 삼천대천세계(三千大千世界)라 한다.

[편집자주: 다음은 우주의 성 · 주 · 괴 · 공의 4겁(四劫)에 대한 설명이다.]

비구들아, 이 삼천대천세계는 동시에 성립되며[成立], 동시에 성립된 뒤에 다시 무너지며[散壞], 동시에 무너지고 난 뒤에 다시 도로 성립되며[還立], 동시에 성립되고 나서 편안히 머무르게[安住] 된다.

이와 같이 세계가 두루 다 타 버리면 무너졌다[散壞]고 하고, 두루 다 일어나면 성립되었다[成立] 하며, 두루 머무르면 편안히 머무른다[安住]라고 하니, 이것이 두려움 없는 한 부처님 세계[一佛刹土]의 중생들이 사는 곳이 된다.

[편집자주: 다음은 1수미세계의 구성요소들인 공륜 · 풍륜 · 수륜 · 금륜의 4륜에 대한 설명이다.]

비구들아, 지금 이 대지(大地: 금륜)는 두께가 48만 유순이고, 둘레는 넓이가 한이 없다. 이와 같은 대지는 물[水: 수륜] 위에 머무르고, 물은 바람[風: 풍륜] 위에 머무르고, 바람은 허공(虛空: 공륜)에 의지해 있다.

비구들아, 이 대지(大地: 금륜) 아래 있는 물 더미[水聚: 수륜]는 두께가 60만 유순이고, 넓이는 한이 없다. 그 물 더미 아래 있는 바람 더미[風聚: 풍륜]는 두께가 36만 유순이고, 넓이는 한이 없다.

[편집자주: 다음은 1수미세계의 구성요소들인 8해와 수미산에 대한 설명이다.]

비구들아, 이 큰 바닷물[大海水: 8해]은 가장 깊은 곳의 깊이가 8만 4천 유순이고, 넓이는 한이 없다.

비구들아, 수미산왕은 아래로 바닷물[海水: 수미해]에 잠긴 것이 8만 4천 유순이고, 바닷물 위로 드러난 것이 또한 8만 4천 유순이다. 수미산왕은 그 바닥[底: 수미해 위에 드러난 부분의 밑바닥, 즉 수미해에 접한 부분]이 평평하고 반듯하며 아래 뿌리[下根: 수미해에 잠긴 부분의 밑바닥]는 큰 금륜(金輪) 위에 연달아 머물러 있다. [편집자주: 이상은 수미산 전체가 수미해에 잠긴 부분과 수미해 위에 드러난 부분의 두 부분으로 나뉜다는 설명이다.]

비구들아, 수미산왕은 대해(大海: 여기서는 8해 중 수미해) 속에 있는데[에서는, 즉, 수미해에 잠긴 부분은] 아래는 좁고 위는 넓어서 점점 커지고, 끝이 곧아서 굽지 않았으며, [편집자주: 이상은 수미산의 수미해에 잠긴 부분에 대한 설명이다.] 큰 몸[大身: 즉 수미산 전체]은 매우 단단하고, 아름답고 미묘하며 참으로 특이하여 가장 훌륭하며 볼 만한데, 금(金) · 은(銀) · 유리(琉璃) · 파리(頗梨)의 네 가지 보석[四寶]이 합해서 이루어졌다. [편집자주: 이상은 수미산 전체, 즉 수미해에 잠긴 부분과 수미해 위에 드러난 부분 전체가 4가지 보석으로 구성되어 있다는 설명이다.] 수미산 위에는[須彌山上: 수미해 위에 드러난 부분] 갖가지 나무가 자라나 있는데, 그 나무는 울창하여 온갖 향기를 내는데 그 향기는 멀리 풍겨서 모든 산에 두루 찬다. 또 성현(聖賢)들이 많이 모여 살고 있고, 최대의 위덕을 지닌 훌륭하고 묘한 천신(天神)들이 그곳에 살고 있다. [편집자주: 이상은 수미해 위에 드러난 부분의 지표에 나무들이 자라고 있으며 또한 성현들과 천신들이 거주하고 있다는 설명이다.]

비구들아, 수미산왕의 윗부분[須彌山王 上分: 즉 수미산의 정상부]에 봉우리가 있는데 사면이 쑥 솟아났고 굽어져서 바다를 내려다 보고 있으며, 각각의 높이는 7백 유순이다. 참으로 미묘하고 사랑스러우며, 일곱 가지의 보석[七寶]이 합해서 이루어졌으니, 즉, 금(金) · 은(銀) · 유리(琉璃) · 파리(頗梨) · 진주(眞珠) · 차거(車磲) · 마노(瑪瑙)로 화려하게 꾸며져 있다. [편집자주: 이상은 수미산의 정상부에 있는 높이 7백 유순의 네 봉우리에 대한 설명이다. 이로써 수미산의 물리적 구성에 대한 설명이 끝난다.]

[편집자주: 다음은 1수미세계의 구성요소들인 욕계의 하늘들 즉 6욕천에 대한 설명과 열거이다.]

비구들아, 수미산 아래[須彌山下: 수미산의 하반부]에는 각각 세 등급이 있어 모든 신들[諸神: 갖가지 신들]이 그곳에서 살고 있다.

그 중 제일 낮은 등급[最下級]은 가로 세로가 똑같이 60유순이다. ...

그 둘째 등급[第二級]은 가로 세로가 똑같이 40유순이고, ...

그 맨 위의 등급[最上級]은 가로 세로가 똑같이 20유순인데, ...

비구들아, 맨 아래급[下級]에는 발수(鉢手)라는 야차가 살고 있으며, 제2급(第二級)에는 지만(持鬘)이라는 야차가 살고 있으며, 상급(上級)에는 상취(常醉)라는 야차가 살고 있다.

비구들아, 수미산 중턱 높이 4만 2천 유순되는 곳에 사대천왕(四大天王)이 살고 있는 궁전이 있으며 [편집자주: 이상은 6욕천 중 제1천인 4천왕천에 대한 설명이며 또한 수미산의 수미해 위에 드러난 부분의 하반부에 살고 있는 유정들에 대한 설명이다.], 수미산 위에는 삼십삼천(三十三天: 6욕천 중 제2천인 도리천)의 궁전이 있는데 제석(帝釋)이 살고 있다. [편집자주: 이상은 6욕천 중 제2천인 도리천 즉 33천에 대한 설명이며 또한 수미산의 정상부에 살고 있는 유정들에 대한 설명이다. 이로써 지거천(4천왕천과 도리천의 두 하늘)에 대한 설명이 끝난다.] 삼십삼천에서 한 갑절 올라가면 야마천(夜摩天: 6욕천 중 제3천)들이 살고 있는 궁전이 있고, 야마천에서 위로 또 한 갑절 올라가면 도솔타천(兜率陀天: 6욕천 중 제4천)이 살고 있는 궁전이 있고, 도솔천 위로 또 한 갑절 다시 올라가면 화락천(化樂天: 6욕천 중 제5천)들이 살고 있는 궁전이 있고, 화락천 위로 또 한 갑절 다시 올라가면 타화자재천(他化自在天: 6욕천 중 제6천)들이 살고 있는 궁전이 있고, [편집자주: 이상은 6욕천 중 공거천, 즉 수미산 위의 공중에 있는 하늘들, 즉 4천왕천과 도리천을 제외한 네 하늘들에 대한 설명이다.]

[편집자주: 다음은 1수미세계의 구성요소들인 욕계의 마천(魔天)과 색계의 하늘들에 대한 열거이다.]

타화천 위로 또 한 갑절 다시 올라가면 범신천(梵身天: 색계 초선천의 통칭)들이 살고 있는 궁전이 있다.

타화천 위와 범신천 아래의 그 중간에는 마라파순천(魔羅波旬天: 마천)들의 궁전이 있고, 범신천을 갑절 오르면 광음천(光音天: 색계 2선천의 통칭)이 있고, 광음천을 갑절 오르면 변정천(遍淨天: 색계 3선천의 통칭)이 있고, 변정천을 갑절 오르면 광과천(廣果天: 색계 4선천의 통칭)이 있고 광과천을 갑절 오르면 불추천(不麤天: 5정거천의 제1천인 무번천)이 있다. 광과천 위와 불추천 아래의 그 중간에 따로 무상중생(無想衆生: 무상천)이라 이름하는 하늘들이 살고 있는 궁전이 있다.

불추천을 갑절 오르면 불뇌천(不惱天: 5정거천의 제2천인 무열천)이 있고, 불뇌천을 갑절 오르면 선견천(善見天: 5정거천의 제3천)이 있고, 선견천을 갑절 오르면 선현천(善現天: 5정거천의 제4천)이 있고, 선현천을 갑절 오르면 아가니타천(阿迦尼吒天: 5정거천의 제5천인 색구경천)들의 궁전이 있다.

[편집자주: 다음은 1수미세계의 구성요소들인 무색계의 하늘들에 대한 열거이다.]

비구들아, 아가니타천 위에 다시 여러 하늘이 있는데, 무변공처(無邊空處) · 무변식처(無邊識處) · 무소유처(無所有處) · 비상비비상처(非想非非想處)라 하나니, 이들은 모두 하늘들이 살고 있는 곳의 이름이다.

비구들아, 이와 같은 처소(處所)와 이와 같은 영역[界分]에 중생들이 살고 있는데, 이 모든 중생들은 오고 가기도 하며 났다가 없어지기도 하여 끝끝내 다하느니라. 이 세계(世界: 즉 1수미세계) 안의 모든 중생들은 나고 · 늙고 · 죽음이 있으며, 이와 같이 나는 길[生道] 가운데 떨어져 머무르며 여기에서 더 지나가지 못하니, 이것이 사바 세계(娑婆世界)요, 두려움 없는 국토[無畏刹土]이다.

나머지 모든 시방(十方)의 일체(一切) 세계(世界: 즉 3천대천세계의 다른 모든 1수미세계)들도 그와 같다.
 — 《기세경》 제1권 〈1. 염부주품(閻浮洲品)〉. 한문본 & 한글본

### 기세인본경
《기세인본경(起世因本經)》은 《장아함경》 제18권 〈30. 세기경(世紀經)〉의 이역본들 가운데 하나로, 수(隋: 581~618)나라 시대인 605~617년 사이에 달마급다(達磨笈多)가 한역한 경전이다.
《기세인본경》 제1권 〈1. 염부주품(閻浮洲品)〉의 시작 부분에서 고타마 붓다는 비구들에게 아래 인용문과 같이 우주 즉 3천대천세계(三千大千世界)와 우주를 구성하는 기본 단위인 1수미세계(一須彌世界)의 전체적인 구조를 설하고 있다. 《기세인본경》에서는 하나의 우주 즉 1개의 3천대천세계를 무외일불찰토(無畏一佛剎土) 즉 무외일불의 세계 즉 두려움이 없는 상태[無畏]에 도달한 1명의 부처의 교화 영역으로서의 세계라는 뜻에서 두려움 없는 한 명의 부처님의 세계[無畏一佛剎土], 또는 완전한 깨달음을 아직 증득하지 못한 유정들로서는 참고 견뎌야 살아갈 수 있는 세계라는 뜻 등의 의미에서 사바세계(娑婆世界), 또는 무외찰토(無畏刹土) 즉 완전한 깨달음을 증득한 자에게는 두려워 할 만한 것이 전혀 없는 세계라는 뜻에서 두려움 없는 세계[無畏刹土]라고도 부르고 있다.
 爾時佛告諸比丘言。諸比丘。如一日月所行之處。照四天下。爾所四天下世界。有千日月。諸比丘。此則名爲一千世界。諸比丘。千世界中。千月千日千須彌山王。四千小洲四千大洲。四千小海四千大海。四千龍種姓四千大龍種姓。四千金翅鳥種姓四千大金翅鳥種姓。四千惡道處種姓四千大惡道處種姓。四千小王四千大王。七千種種大樹。八千種種大山。十千種種大泥犁。千閻摩羅王。千閻浮洲。千瞿陀尼。千弗婆提。千鬱多囉究留。千四天王天。千三十三天。千夜摩天。千兜率陀天。千化樂天。千他化自在天。千諸摩囉天。千梵世天。諸比丘。彼梵世中有一梵主。威力最強無能降者。統攝千梵自在王領。云我能作能化能幻。云我如父於諸事中自作。如是憍大語言。即生我慢。如來不然。所以者何。一切世間各隨業力現成此世。諸比丘。如此小千世界。猶如周羅(周羅者隋言髻也外國人頂上結少許長髮爲髻)。名千世界。諸比丘。爾所周羅一千世界。是名第二中千世界。諸比丘。如一第二中千世界。爾所中千一千世界。是名三千大千世界。

諸比丘。此三千大千世界。一時轉合。一時轉合已而還復散。一時轉散已而復還合。一時轉合已而安住。如是世界周匝轉燒。名爲敗壞。周匝轉合。名爲成就。周匝轉住。名爲安立。是爲無畏一佛剎土眾生所居。

諸比丘。此大地厚四十八萬由旬。邊廣無量。諸比丘。此之大地住於水上。水住風上。風依虛空。諸比丘。此大地下所有水聚。彼水聚厚六十萬由旬。邊廣無量。彼水聚下所有風聚。彼風聚厚三十六萬由旬。邊廣無量。

諸比丘。其大海水最甚深處。深八萬四千由旬。邊廣無量。諸比丘。其須彌山王。入海水中八萬四千由旬。出海水上亦八萬四千由旬。諸比丘。須彌山王。其底平正。下根連住大金輪上。諸比丘。其須彌山王。於大海中。下狹上廣。漸漸寬大。端直不曲。牢固大身。微妙最極。殊勝可觀。四寶合成。所謂金銀琉璃頗梨。生種種樹。其樹鬱茂。出種種香。其香遠熏。遍滿諸山。多眾聖賢。最大威德勝妙天神之所住止。諸比丘。須彌山王。上分之中。四方有峰。其峰傍挺角出。各高七百由旬。微妙可喜。七寶所成。所謂金銀琉璃頗梨赤眞珠車磲馬瑙等之所莊嚴。曲臨海上。

諸比丘。其須彌山下有三級。諸神住處。其最下級。縱廣六十由旬。... 其中分級。縱廣四十由旬。... 其上分級。縱廣二十由旬。.... 諸比丘。須彌山半。四萬二千由旬中。有四大天王宮殿。諸比丘。須彌山上。有三十三諸天宮殿。帝釋所住。三十三天。向上一倍。有夜摩諸天宮殿住。其夜摩天。向上一倍。有兜率陀諸天宮殿住。其兜率天。向上一倍。有化樂諸天宮殿住。其化樂天。向上一倍。有他化自在諸天宮殿住。

其他化自在天。向上一倍。有梵身諸天宮殿住。其他化上梵身天下。於其中間。有魔波旬諸宮殿住。倍梵身上。有光音天。倍光音上。有遍淨天。倍遍淨上。有廣果天。倍廣果上。有不麤天。廣果天上不麤天下。其間別有諸天宮住。名爲無想眾生所居。倍不麤上。有不惱天。倍不惱上。有善見天。倍善見上。有善現天。倍善現上。則是阿迦尼吒諸天宮殿。

諸比丘。阿迦尼吒上。更有諸天。名無邊虛空處天。無邊識處天。無所有處天。非想非非想處天。此等盡名諸天住處。

諸比丘。如是之處。如是界分。眾生所住。如是眾生。若來若去。若生若滅。邊際所極。是世界中。諸眾生輩。有生老死墮在。如是生道中住。至此不過。是故說言娑婆世界無畏剎土。自餘一切諸世界中。亦復如是。
 
이 때 부처님께서는 모든 비구들에게 말씀하셨다.

“모든 비구들이여, 한 해와 달이 운행하면서 사천하(四天下)를 비추는 것과 같이 이 사천하의 세계[四天下世界: 4천하가 속한 세계]에는 천(千)의 해와 달이 있다. 비구들이여, 이것을 이름하여 1천세계(一千世界: 하나의 천세계)라 한다. 비구들이여, 천세계(千世界) 가운데는 천(千)의 달(月)과 천의 해[日], 천의 수미산왕(須彌山王)과 4천의 소주(小洲)와 4천의 대주(大洲), 4천의 소해(小海)와 4천의 대해(大海), 4천의 용 종성(龍種姓)과 4천의 대용 종성, 4천의 금시조 종성(金翅鳥種姓)과 4천의 대금시조 종성, 4천의 악도처 종성(惡道處種姓)과 4천의 대악도처 종성, 4천의 소왕(小王)과 4천의 대왕(大王), 7천의 온갖 큰 나무[大樹]와 8천의 온갖 큰 산[大山], 십천(十千)의 가지가지 대니려(大泥犁: 대지옥), 천의 염마라왕(閻摩羅王), 천의 염부주(閻浮洲), 천의 구타니(瞿陀尼), 천의 불바제(弗婆提), 천의 울다라구류(鬱多囉究留), 천의 사천왕천(四天王天)과 천의 삼십삼천(三十三天), 천의 야마천(夜摩天), 천의 도솔타천(兜率陀天), 천의 화락천(化樂天), 천의 타화자재천(他化自在天), 천의 모든 마라천(摩囉天), 천의 범세천(梵世天)이 있다.

비구들이여, 그 범세(梵世) 가운데는 한 범주(梵主)가 있는데 위력이 막강하여 항복하지 않는 자가 없다. 그는 천(千)의 범자재왕(梵自在王)의 영토를 통치하면서 ‘나는 능히 조화(造化)하고 환술(幻術)을 부린다. 나는 어버이와 같아 모든 일을 마음대로 조작한다’ 하며 거만하게 큰 소리를 치며 아만을 내지만 여래께서는 그렇지가 않다. 왜냐하면 모든 세간은 각각 업력에 따라서 이러한 세상[世]이 나타나고 이루어지기 때문이다.

모든 비구들이여, 이러한 소천세계(小千世界)는 마치 주라(周羅)[주라라 하는 것은 수(隋)나라 말로 상투이다. 다른 나라 사람의 정수리에 조금 긴 머리를 묶은 것이 상투이다.]와 같아서 이름을 천세계(千世界)라 한다. 모든 비구들이여, 이러한 주라 1천세계를 합한 것[爾所周羅一千世界: 이와 같은 주라의 1천 개의 세계, 즉 소천세계 1천 개가 모인 세계]으로 제이(第二)의 중천세계(中千世界)라 한다. 모든 비구들이여, 제일(第一)과 같이 제이(第二)의 중천세계에도 이러한 중천(中千) 1천세계[爾所中千一千世界: 이와 같은 중천의 1천 개의 세계, 즉 중천세계 1천 개가 모인 세계]가 있는데 이를 삼천대천세계(三千大千世界)라 한다.

[편집자주: 다음은 우주의 성 · 주 · 괴 · 공의 4겁(四劫)에 대한 설명이다.]

모든 비구들이여, 이 삼천대천세계는 일시에 합해지고, 일시에 합해졌다가는 다시 흩어지며, 일시에 흩어졌다가는 다시 합하게 되고 일시에 합하여져서는 안주(安住)하게 된다. 이와 같이 세계가 둘러싸여 유전(流轉)하다가 타버리는 것[燒]을 패괴(敗壞)라고 하며, 둘러싸여 유전하다가 합해지는 것을 성취(成就)라고 하며, 둘러싸여 유전하다가 머무는 것을 안립(安立)이라 한다. 이것이 두려움 없는 부처님 세계[無畏一佛剎土: 한역 원문 그대로는 '무외일불의 세계', 즉 '두려움 없는 한 명의 부처님의 세계']의 중생이 사는 곳이다.

[편집자주: 다음은 1수미세계의 구성요소들인 공륜 · 풍륜 · 수륜 · 금륜의 4륜에 대한 설명이다.]

비구들이여, 이 대지(大地: 금륜)의 깊이는 48만 유순(由句)이고 둘레와 너비는 한량이 없다. 비구들이여, 이 대지는 물[水: 수륜] 위에 머무는데 물은 바람[風: 풍륜] 위에 머물고, 바람은 허공(虛空: 공륜)에 의지해 있다.

비구들이여, 이 대지(大地: 금륜) 밑에는 물이 모여 있는데[水聚: 수륜] 그 물[水聚: 수륜]의 깊이는 60만 유순이고 둘레와 너비는 한량이 없다. 그 물[水聚] 아래에는 바람이 모여 있는데[風聚: 풍륜] 그 바람[風聚: 풍륜]의 두터움은 36만 유순이고 둘레와 너비는 한량이 없다.

[편집자주: 다음은 1수미세계의 구성요소들인 8해와 수미산에 대한 설명이다.]

비구들이여, 그 대해(大海: 8해)의 물이 가장 깊은 곳은 8만 4천 유순이고 둘레와 너비는 한량이 없다.

비구들이여, 그 수미산왕은 바닷물[海水: 수미해] 속으로 8만 4천 유순이나 들어갔고 물 위로 나온 것도 역시 8만 4천 유순이다.

비구들이여, 수미산왕은 그 밑이 평평하고 똑바른데 밑바닥은 대금륜(大金輪) 위에 이어져 있다. 비구들이여, 그 수미산왕은 큰 바다[大海: 여기서는 8해 중 수미해] 가운데[에 있는 부분은, 즉, 수미해에 잠긴 부분은] 아래는 좁고 위는 넓어 점점 넓어지고 커지며 곧게 솟아 굽지 않았다. 견고한 큰 몸은 미묘의 극치를 이루고 뛰어나 참으로 볼 만하다. 금(金) · 은(銀) · 유리(琉璃) · 파리(頗梨)의 네 가지 보물[四寶]로 이루어졌는데 온갖 종류의 나무가 울창하게 우거지고, 가지가지의 향기가 멀리 풍기어 모든 산에 두루 가득하다. 많은 무리의 성현(聖賢)과 최대의 위엄과 덕이 빼어나고 영묘(靈抄)한 천신(天神)이 머물러 있는 곳이다.

비구들이여, 수미산왕의 윗부분 가운데는 사방에 봉우리가 있고 그 봉우리 곁에 각(角)이 솟았는데 높이가 각각 7백 유순이며 미묘하고 훌륭하다. 이른바 금(金) · 은(銀) · 유리(琉璃) · 파리(頗梨) · 진주(眞珠) · 자거(車磲) · 마노(瑪瑙) 등의 7보(七寶)로 장엄되어 있고 비스듬히 굽어 바다에 임해 있다.

[편집자주: 다음은 1수미세계의 구성요소들인 욕계의 하늘들 즉 6욕천에 대한 설명과 열거이다.]

비구들이여, 그 수미산 아래[須彌山下: 수미산의 하반부]에는 세 층[級]이 있어 모든 신들[諸神: 갖가지 신들]이 살고 있다.

가장 아래층은 세로와 너비가 60유순인데 ...

수미산[ 하반부]의 중간층은 세로와 너비가 40유순인데 ...

그 위층은 세로가 20유순인데, ...

비구들이여, 그 아래층에는 야차(夜又)가 살고 있는데 이름은 발수(鉢手)라 한다. 그 중간층에도 여러 야차가 있는데 이름을 지만(持鬘)이라 하고, 그 위층에도 여러 야차가 있는데 이름을 상취(常醉)라 한다.

비구들이여, 수미산 중턱 4만 2천 유순에 사대천왕의 궁전이 있다. [편집자주: 이상은 6욕천 중 제1천인 4천왕천에 대한 설명이며 또한 수미산의 수미해 위에 드러난 부분의 하반부에 대한 설명이다.] 비구들이여, 수미산 위에는 33개의 모든 하늘 궁전[天宮殿]이 있고 제석(帝釋)이 머물고 있다. [편집자주: 이상은 6욕천 중 제2천인 도리천 즉 33천에 대한 설명이며 또한 수미산의 정상부에 대한 설명이다. 이로써 지거천에 대한 설명이 끝난다.] 삼십삼천을 위로 한 배(倍)하여 야마(夜摩)의 모든 하늘 궁전이 있고, 그 야마천 위로 한 배하여 도솔타의 모든 하늘 궁전이 있으며, 그 도솔타천을 위로 한 배하여 화락(化樂)의 모든 하늘 궁전이 있고, 그 화락천을 위로 한 배하여 타화자재(他化自在)의 모든 하늘 궁전이 있으며, [편집자주: 이상은 6욕천 중 공거천에 대한 설명이다. 이로써 6욕천에 대한 설명이 끝난다.]

[편집자주: 다음은 1수미세계의 구성요소들인 욕계의 마천(魔天)과 색계의 하늘들에 대한 열거이다.]

그 타화자재천을 위로 한 배하여 범신(梵身)의 모든 하늘 궁전이 있는데, 그 타화자재천 위와 범신천(梵身天: 색계 초선천의 통칭)의 아래 중간에 마왕 파순[魔波旬]의 모든 하늘 궁전이 있다. 범신천을 위로 배하여 광음천(光音天: 색계 2선천의 통칭)이 있고, 광음천을 위로 배하여 변정천(遍淨天: 색계 3선천의 통칭)이 있으며, 변정천을 위로 배하여 광과천(廣果天: 색계 4선천의 통칭)이 있고, 광과천을 위로 배하여 불추천(不麤天: 5정거천의 제1천인 무번천)이 있으며, 광과천 위와 불추천 아래 사이에 따로 모든 하늘 궁전이 있는데 무상중생(無想衆生: 무상천)이 살고 있는 곳이라 한다.

불추천을 위로 배하여 불뇌천(不惱天: 5정거천의 제2천인 무열천)이 있고, 불뇌천을 위로 배하여 선견천(善見天: 5정거천의 제3천)이 있다. 선견천을 위로 배하여 선현천(善現天: 5정거천의 제4천)이 있고, 선현천을 위로 배하여 아가니타(阿迦尼吒: 5정거천의 제5천인 색구경천)의 모든 하늘 궁전이 있다.

[편집자주: 다음은 1수미세계의 구성요소들인 무색계의 하늘들에 대한 열거이다.]

비구들이여, 아가니타 위에 다시 모든 하늘이 있어 이름을 무변허공처천(無邊虛空處天) · 무변식처천(無邊識處天) · 무소유처천(無所有處天) · 비상비비상처천(非想非非想處天)이라 하는데, 이들은 모든 하늘[天]의 주처(住處)를 모두 이름한 것이다.

비구들이여, 이와 같은 처소[處]와 이와 같은 영역[界分]에 중생들이 살고 있다. 이러한 중생은 오기도 하고 가기도 하고 생기기도 하고 사라지기도 하는 것이 끝이 없다. 이런 세계(世界: 즉 1수미세계) 가운데서 모든 중생들은 나고 늙고 죽는 데에 떨어져 이와 같이 나는 길[生道] 가운데에 머물고 여기서 벗어나지 못하므로 사바세계(娑婆世界)요, 두려움 없는 세계[無畏刹土]라 한다. 나머지 모든 세계(世界: 즉 3천대천세계의 다른 모든 1수미세계)도 역시 이와 같다.
 — 《기세인본경》 제1권 〈1. 염부주품(閻浮洲品)〉. 한문본 & 한글본

### 구사론
《구사론》은 총 9품으로 이루어져 있는데, 총론에 해당하는 제1품과 제2품 그리고 무아론을 밝히는 마지막의 제9품을 제외한 나머지 6품은 모두 고 · 집 · 멸 · 도의 4성제에 따라 구성되어 있다. 이들 중 4성제의 고제(苦諦)에 해당하는 것이 제3품인 〈세간품(世間品)〉으로 불교의 우주론을 설명하고 있다. 권수로는 총 30권 중 제8권부터 제12권까지의 다섯 권에 해당한다.
〈세간품〉은 크게 유정세간과 기세간으로 나뉘어 설명되고 있는데, 유정세간을 다루는 부분에서는 3계(三界) · 5취(五趣) · 7식주(七識住) · 9유정거(九有情居) · 4식주(四識住) · 4생(四生) 등의 유정의 상태별 · 유형별 분류에 관련된 주제가 다루어지고 있으며, 또한 유정의 시간적인 생멸변천과 유전, 즉 유정의 윤회를 3세양중인과(三世兩重因果)의 12연기(十二緣起)로 설명하고 있다. 그런 후 기세간을 다루는 부분에서는 우주의 공간적인 구조인 3륜(三輪) · 9산8해(九山八海) · 4대주(四大洲) · 지옥(地獄) · 방생과 아귀의 거주처 · 해와 달 · 6욕천(六欲天) · 색계의 무색계의 천궁(天宮)과 그 유정 · 3천대천세계(三千大千世界) 등의 주제를 다루고 있으며, 또한 우주 즉 3천대천세계의 시간적인 생멸변천과 유전, 즉 우주의 윤회를 성(成) · 주(住) · 괴(壞) · 공(空)의 4겁(四劫)으로 설명하고 있다.
이 가운데 3천대천세계를 다루는 부분은  제11권으로, 세친은
소천세계(小千世界) · 중천세계(中千世界) · 대천세계(大千世界)에 대해 다음 인용문과 같이 설명하고 있다.  한역 원문 상의 명칭은 각각 소천계(小千界) · 중천계(中千界) · 대천계(大千界)이며, 또는 간략히 말하여 소천(小千) · 중천(中千) · 대천(大千)이다.
 齊何量說小中大千。頌曰。

　　四大洲日月　　蘇迷盧欲天

　　梵世各一千　　名一小千界

　　此小千千倍　　說名一中千

　　此千倍大千　　皆同一成壞

論曰。千四大洲乃至梵世。如是總說爲一小千。千倍小千名一中千界。千中千界總名一大千。如是大千同成同壞。
 
일반적으로 어느 정도의 양을 소천 · 중천 · 대천 세계라고 설한 것인가?

게송으로 말하겠다.

　　4대주(四大洲)와 해와 달과

　　소미로산과 욕계의 천과

　　범세(梵世)가 각기 1천 개인 것을

　　1소천세계[一小千界]라고 이름한다.

　　이러한 소천세계[小千]의 천 배를

　　설하여 중천세계[一中千]라고 이름하며

　　이것의 천 배를 대천세계[大千]라고 하니

　　이 모두는 동시에 이루어지고 허물어진다.

논하여 말하겠다. 천 개의 4대주(四大洲)와 내지 범세(梵世), 이와 같은 것을 모두 설하여 1소천세계[一小千: 한 개의 소천세계]라 하고, 소천세계[小千]를 천 배한 것을 1중천세계[一中千界: 한 개의 중천세계]라고 하며, 천 개의 중천세계[中千界]를 모두 설하여 1대천세계[一大千: 한 개의 대천세계]라고 한다. 그리고 이와 같은 대천세계[大千]는 동시에 이루어지고, 동시에 허물어진다[同成同壞].
 — 《구사론》 제11권. 한문본 & 한글본
위 인용문에서 소미로산(蘇迷盧山)은 1수미세계의 근간이 되는 수미산의 음역어들 가운데 하나이다.
그리고 범세(梵世, 산스크리트어: brahmaloka)는 범계(梵界) · 범색계(梵色界) · 범세계(梵世界) 또는 범세천(梵世天)이라고도 하는데, 범천(梵天: 브라흐마)이 지배하는 세계를 말한다. 불교 우주론에서 범천(梵天)은 색계 초선천의 왕이다. 이러한 이유로, 기세간의 측면에서 범천(梵天)은 색계 초선천을 구성하는 세 하늘인 범중천(梵衆天) · 범보천(梵輔天) · 대범천(大梵天)을 통칭하며, 또한 유정세간의 측면에서는 이들 세 하늘의 천중들을 통칭한다. 이에 비해 범세(梵世)는 기세간만을 뜻하며, 따라서 기세간으로서의 색계 초선천을 통칭한다.
한편, 범세(梵世)의 산스크리트어 원어 브라흐마로카(brahmaloka)의 문자 그대로의 뜻은 '[경건한 천인들이 거주하는] 브라흐마의 세계 또는 하늘(world or heaven of Brahma, one of the supposed residences of pious spirits)' 또는 '청정한 세계'인데, 후자의 경우 욕계(欲界, 산스크리트어: kāma-dhātu)의 욕(欲, 산스크리트어: kāma)을 떠난 것을 의미한다. 카마(kāma) 즉 욕계의 욕[欲]은, 《구사론》 제8권에 따르면, 근본번뇌 가운데 하나인 욕탐(欲貪) 즉 '욕계의 탐(貪)'을 뜻하는데 그 중에서도 특히 식욕(食欲)과 음욕(婬欲)을 가리킨다. 즉, 범(梵, 산스크리트어: brahma) 즉 브라흐마는 청정, 즉 맑고 깨끗함, 즉, 특히 식욕과 음욕을 떠난 것을 뜻한다. 이러한 의미에서는, 색계는 식욕과 음욕으로 대표되는 욕계의 탐이 없는 청정한 세계 즉 식욕과 음욕을 떠난 청정한[梵] 천인[天]들이 거주하는 세계이므로, 범세는 색계 전체를 뜻하기도 한다.
한편, 《구사론》 제8권을 비롯한 불교 우주론에 따르면, 무색계는 상하로 구분된 처소가 없으며 무색계의 4가지 처소는 이숙생에 따른 뛰어남과 열등함의 차이에 따른 구분일 뿐이다. 달리 말하면, 무색계는 유정의 상태가 무색계에 다다를 경지가 되기만 하면 언제나 갈 수 있는 정신적인 세계로, 유정이 존재하는 한 언제나 존재하는 세계이다. 말하자면, 욕계와 색계는 기세간으로 성립되어 있을 때만 갈 수 있는데 이에 비해 무색계는 무색계에 갈 수 있는 경지에 도달한 상태이기만 하면 언제나 존재한다(즉, 갈 수 있다). 이런 이유로 기세간의 성립[成: 이루어짐]과 괴멸[壞: 허물어짐] 즉 '유정이 거주하는 처소'의 성립과 괴멸을 논할 때는 욕계와 색계, 즉 '욕계의 9산8해와 4대주와 6욕천 등'과 범세(梵世: 색계의 처소들의 통칭)만을 언급한다.

### 집론·잡집론
대승불교의 유식유가행파의 논서 《대승아비달마집론》과 《대승아비달마잡집론》에 따르면, 아래 인용문에 나타난 바와 같이 4성제 가운데 고제(苦諦)는 유정생과 생소의처(生所依處)를 말한다. 유정생(有情生)은 유정의 태어남 또는 유정의 삶의 유형으로 곧 유정세간(有情世間)을 말한다. 생소의처는 유정의 태어남 또는 삶의 활동근거가 되는 처소로 곧 기세간(器世間)을 말한다.
또한, 《집론》과 《잡집론》에 따르면, 유정세간이나 기세간이나 모두 업번뇌(業煩惱, 산스크리트어: karma-kleśa)의 힘에 의해 생겨나고, 업번뇌의 증상력[增上]에 의해 일어나기 때문에 총괄적으로 고제(苦諦)라고 이름한다. 그리고, 고제에 속하지 않는 청정한 세계[清淨世界], 즉 업번뇌의 힘에 의해 생겨나지 않으며, 업번뇌의 증상력[增上]에 의해 일어나는 것이 아닌 세계, 즉 오직 부처의 경지에 도달한 존재들만이 알 수 있는 불가사의(不可思議)한 무루의 세계가 있다.
이와 같이, 불교의 우주론을 밝히는 것, 즉, 유정세간과 기세간을 밝히는 것은 4성제 가운데 고제를 밝히는 것이다.
 云何苦諦。謂有情生及生所依處。

何等有情生即有情世間。謂諸有情生在那落迦傍生餓鬼人天趣中。人謂東毘提訶。西瞿陀尼。南贍部洲。北俱盧洲。天謂四大王眾天三十三天。夜摩天睹史多天樂變化天他化自在天。梵眾天梵輔天大梵天。少光天無量光天極光淨天。少淨天無量淨天遍淨天。無雲天福生天廣果天。無想有情天無煩天無熱天善現天善見天色究竟天。無邊空處天無邊識處天無所有處天非想非非想處天。

何等生所依處即器世間。謂水輪依風輪。地輪依水輪。依此地輪有蘇迷盧山七金山四大洲八小洲內海外海。蘇迷盧山四外層級四大王眾天。三十三天所居處別。外輪圍山虛空宮殿。若夜摩天睹史多天化樂天他化自在天。及色界天所居處別。諸阿素洛所居處別。及諸那落迦所居處別。謂熱那落迦。寒那落迦。孤獨那落迦。及一分傍生餓鬼所居處別。乃至一日一月周遍流光所照方處名一世界。如是千世界中有千日千月千蘇迷盧山王千四大洲千四大王眾天千三十三天千夜摩天千睹史多天千樂變化天千他化自在天千梵世天。如是總名小千世界。千小千界總名第二中千世界。千中千界總名第三大千世界。

如此三千大千世界。總有大輪圍山周匝圍繞。又此三千大千世界同壞同成。譬如天雨滴如車軸。無間無斷從空下注。如是東方無間無斷無量世界。或有將壞。或有將成。或有正壞或壞已住。或有正成或成已住。如於東方乃至一切十方亦爾。

若有情世間若器世間。業煩惱力所生故。業煩惱增上所起故。總名苦諦。復有清淨世界。非苦諦攝。非業煩惱力所生故。非業煩惱增上所起故。然由大願清淨善根增上所引。此所生處不可思議。唯佛所覺。尚非得靜慮者靜慮境界。況尋思者。
 
[문] 고제(苦諦)란 무엇입니까?

[답] 유정생(有情生: 유정의 태어남)과 생소의처(生所依處: 태어남의 소의가 되는 처소, 즉 태어나서 사는 장소)를 말한다.

[문] 어떠한 것이 유정생(有情生: 유정의 태어남) 즉 유정세간(有情世間)입니까?

[답] 온갖 유정이 나락가취(那落迦趣: 지옥도) · 방생취(傍生趣: 축생도) · 아귀취(餓鬼趣: 아귀도) · 인취(人趣: 인간도) · 천취(天趣: 천상도)에 '태어나서 사는 것[生在]'을 말한다.

인취[人]란 동비제하(東毘提詞) · 서구다니(西瞿陁尼) · 남섬부주(南贍部洲) · 북구로주(北俱盧洲)를 말한다.

천취[天]란 4대왕중천(四大王衆天) · 33천(三十三天) · 야마천(夜摩天) · 도사다천(睹史多天) · 낙변화천(樂變化天) · 타화자재천(他化自在天) · 범중천(梵衆天) · 범보천(梵輔天) · 대범천(大梵天) · 소광천(少光天) · 무량광천(無量光天) · 극광정천(極光淨天) · 소정천(少淨天) · 무량정천(無量淨天) · 변정천(遍淨天) · 무운천(無雲天) · 복생천(福生天) · 광과천(廣果天) · 무상유정천(無想有情天) · 무번천(無煩天) · 무열천(無熱天) · 선현천(善現天) · 선견천(善見天) · 색구경천(色究竟天) · 무변공처천(無邊空處天) · 무변식처천(無邊識處天) · 무소유처천(無所有處天) · 비상비비상처천(非想非非想處天)을 말한다.

[문] 어떠한 것이 생소의처(生所依處: 태어남의 소의가 되는 처소, 즉 태어나서 사는 장소) 즉 기세간(器世間)입니까?

[답] 풍륜(風輪)과 풍륜에 의지하는 수륜(水輪) 그리고 수륜(水輪)에 의지하는 지륜(地輪) 등을 말한다. 이 지륜에 의지하여 소미로산(蘇迷盧山: 수미산) · 7금산(七金山) · 4대주(四大洲) · 8소주(八小洲) · 내해(內海) · 외해(外海)가 있다. 소미로산의 4외층급[四外層級]에는 4대왕중천이 거주하는 처소가 있다. 또한 33천이 거주하는 처소가 따로 있다. 그리고 바깥[外: 9산8해의 가장자리]에는 윤위산(輪圍山: 철위산)이 있고 [수미산 위의] 허공에도 궁전(宮殿)들이 있으니, 바로 야마천(夜摩天) · 도사다천(睹史多天) · 화락천(化樂天) · 타화자재천(他化自在天)의 궁전이다. 또 색계의 천중[色界天]들이 거주하는 처소가 따로 있다. 모든 아소락(阿素洛: 아수라)이 거주하는 처소도 따로 있고, 또 모든 나락가(那落迦: 지옥에 태어난 유정)가 거주하는 처소도 따로 있으니 열나락가(熱那落迦: 8열지옥) · 한나락가(寒那落迦: 8한지옥) · 고독나락가(孤獨那落迎: 고독지옥)를 말한다. 아울러 일부분의 방생(傍生)과 아귀(餓鬼)가 거주하는 처소도 따로 있다. 이러한 모든 처소들을 비롯한[乃至] 하나의 해, 하나의 달이 두루 빛을 뿌려 비추는 방향과 처소를 통칭하여 1세계(一世界: 1개의 세계, 하나의 세계, 즉 1수미세계)라고 이름한다. 이와 같은 천 개의 세계[千世界: 천 개의 1세계] 속에는 천 개의 해와 천 개의 달과 천 개의 소미로산, 천 곳의 4대주, 천 곳의 4대왕중천, 천 곳의 33천, 천 곳의 야마천, 천 곳의 도사다천, 천 곳의 화락천, 천 곳의 타화자재천, 천 곳의 범세천(梵世天: 색계의 모든 처소의 통칭)이 있다. 이러한 것을 총괄해서 소천세계(小千世界)라 이름한다. 다시 천 개의 소천세계를 총괄해서 두 번째의 중천세계(中千世界)라고 이름한다. 천 개의 중천세계를 총괄해서 세 번째의 대천세계(大千世界)라고 이름한다.

이와 같은 3천대천세계(三千大千世界)를 총괄하여 대윤위산(大輪圍山: 대철위산(大鐵圍山), 즉 1수미세계의 철위산처럼 3천대천세계 즉 우주를 둘러싸고 있는 거대한 철위산)이 둘러싸고 있다[如此三千大千世界 總有大輪圍山周匝圍繞].

또 이 같은 3천대천세계는 동시에 무너지고 동시에 이루어진다[同壞同成]. 비유하자면 하늘에서 쏟아지는 빗방울이, 마치 물레방아[車軸]처럼, 끊임없이 공중에서 아래로 쏟아지는 것처럼, 동방(東方)에 끊임없이 무량한 세계[無間無斷無量世界]가 있다. 어떤 것은 무너지는 중이기도 하고 어떤 것은 생기는 중이기도 하고, 어떤 것은 막 무너지려는 참이고, 어떤 것은 이미 없어 진 채로 남아 있기도 하고, 어떤 것은 생겨나는 참이기도 하고, 어떤 것은 이미 이루어진 채로 남아 있기도 하다. 동방의 경우처럼 모든 열 군데의 방향[十方]에서도 이와 같다.

유정세간이나 기세간이나 모두 업번뇌(業煩惱)의 힘에 의해 생겨나고, 업번뇌의 증상력[增上]에 의해 일어나기 때문에 총괄적으로 고제(苦諦)라고 이름한다. 다시 고제에 속하지 않는 청정한 세계[清淨世界]가 있으니, 이는 업번뇌의 힘에 의해서 생겨나지 않기 때문이고, 업번뇌의 증상력[增上]에 의해 일어나는 것도 아니기 때문이다. 이 청정세계(清淨世界)는 오직 커다란 원력의 청정한 선근[大願清淨善根]의 증상력[增上]에 의해서만 인기[引]된다. 이와 같은 소생처(所生處: 태어나는 처소)는 참으로 불가사의(不可思議)하기에 오직 부처[佛]만이 알 수 있다. 이것은 정려(靜慮: 선정)에 의해서 얻어지는 정려의 경계도 아니니, 하물며 심사(尋思)로써 어찌 알 수 있겠는가?
 — 《대승아비달마집론》 제3권. 한문본 & 한글본

### 천태사교의
대승불교의 천태종의 논서 《천태사교의》에 따르면, 아래 인용문에 나타난 바와 같이 4성제 가운데 고제(苦諦)는 4주(四洲) · 4악취(四惡趣) · 6욕(六欲) · 범천(梵天) · 4선(四禪) · 4공처(四空處) · 무상천[無想] · 5나함(五那含)의 25유(言二十五有)를 말하며, 이들 전체는 곧 6도(六道)의 생사(生死) 즉 6도윤회이다.
그리고 천태종의 교학에 따르면 '25유의 고제'는 장교(藏教)의 생멸4제(生滅四諦), 통교(通教)의 무생4제(無生四諦), 별교(別教)의 무량4제(無量四諦), 원교(圓教)의 무작4제(無作四諦) 가운데 장교의 생멸4제에 속하는 실유고제(實有苦諦: 실유하는 고제)이다. 생멸4제는 실생(實生) · 실멸(實滅)의 4제라는 뜻으로, 장교(藏教) 즉 부파불교(이 중에서도 특히 설일체유부)에서 고제 · 집제 · 도제를 실유의 생멸법 즉 유위법이라고 보며, 멸제를 실유의 멸법 즉 무위법이라고 보는 견해를 말한다.
 自下明化法四教。第一三藏教者。一修多羅藏(四阿含等經)二阿毘曇藏(俱舍婆沙等論)三毘尼藏(五部律)此之三藏名通大小。今取小乘三藏也。大智度論云。迦旃延子。自以聰明利根。於婆沙中明三藏義。不讀衍經。非大菩薩。又法華云。貪著小乘三藏學者。依此等文故。大師稱小乘爲三藏教。

此有三乘根性。初聲聞人依生滅四諦教。言四諦者。一苦諦。二十五有依正二報是。言二十五有者。四洲四惡趣六欲。并梵天四禪四空處無想五那含(四洲四趣成八。六欲天并梵王天成十五。四禪四空處成二十三。無想天及那含天成二十五)別則二十五有。總則六道生死。

一地獄道。梵語捺洛迦。又語泥黎。此飜苦具。而言地獄者。此處在地之下。故言地獄。謂八寒八熱等大獄。各有眷屬其類無數。其中受苦者。隨其作業各有輕重。經劫數等。其最重處。一日之中八萬四千生死。經劫無量。作上品五逆十惡者。感此道身。

二畜生道。亦云旁生。此道遍在諸處。披毛戴角。鱗甲羽毛。四足多足。有足無足。水陸空行。互相吞噉。受苦無窮。愚癡貪欲作中品五逆十惡者。感此道身。

三餓鬼道。梵語闍黎哆。此道亦遍諸趣。有福德者。作山林塚廟神。無福德者。居不淨處。不得飮食。常受鞭打填河塞海。受苦無量。諂誑心意作下品五逆十惡。感此道身。

四阿修羅道。此飜無酒。又無端正又無天。或在海岸海底宮殿嚴飾。常好鬥戰怕怖無極。在因之時懷猜忌心。雖行五常欲勝他故。作下品十善。感此道身。

五人道。四洲不同。謂東弗婆提(壽二百五十歲)南閻浮提(壽一百歲)西瞿耶尼(壽五百歲)北鬱單越(壽一千歲命無中夭。聖人不出其中。即八難之一)皆苦樂相間。在因之時行五常五戒。五常者。仁義禮智信。五戒者。不殺不盜不邪淫不妄語不飮酒。行中品十善。感此道身。

六天道。二十八天不同(欲界六天。色界十八天。無色界四天)初欲界六天者。一四天王天(居須彌山腹)二忉利天(居須彌山頂。自有三十三天。已上二天單修上品十善。得生其中)三夜摩天。四兜率天。五化樂天。六他化自在天(已上四天空居。修上品十善。兼坐未到定。得生其中)次色界十八天分爲四禪。初禪三天(梵眾梵輔大梵)二禪三天(少光無量光光音)三禪三天(少淨無量淨遍淨)四禪九天(無雲福生廣果。已上三天凡夫住處。修上品十善坐禪者得生其中。無想天外道所居。無煩無熱善見善現色究竟。已上五天第三果居處。上之九天離欲麤散。未出色籠故名色界。坐得禪定故得禪名)三無色界四天(空處識處無所有處非非想。已上四天只有四陰而無色蘊。故得名也)

上來所釋。從地獄至非非想天。雖然苦樂不同。未免生而復死死已還生。故名生死。此是藏教實有苦諦。
 
여기부터는 화법4교(化法四教)를 밝힌다. 첫 번째는 3장교(三藏教)로, 3장(三藏)은 첫째 수다라장(修多羅藏: 4아함 등), 둘째 아비담장(阿毘曇藏: 구사론 · 발지론[婆沙] 등), 셋째 비니장(毘尼藏: 5부율)을 말한다. 여기서 '3장(三藏)'이라는 명칭은 대승과 소승 모두에 통한다. 지금은 소승의 3장을 말한다. 《대지도론》에서는 "가전연자(迦旃延子)는 총명하고 근기가 예리하였는데 《발지론[婆沙]》에서 '3장'의 뜻을 밝혔다. 그러나 대승경전[衍經]을 읽지 않았으며 대보살(大菩薩)이 아니다."고 말하고 있다. 또한 《법화경》에는 "소승의 3장에 탐착(貪著)하는 수행자[學者]"라는 표현이 있다. 이러한 진술들에 근거하여 천태지자대사[大師]는 소승을 3장교(三藏教)라고 칭하고 있다. 

3장교에는 3승(三乘)의 근기[根性]가 있다. 첫 번째는 성문[聲聞人]으로, 생멸4제(生滅四諦)의 가르침에 의지한다. 4제(四諦)란, 그 첫 번째는 고제(苦諦)로, 25유(二十五有)의 의보(依報) · 정보(正報)의 2보(二報)가 바로 고제이다. 25유란 4주(四洲) · 4악취(四惡趣) · 6욕(六欲)과 범천(梵天) · 4선(四禪) · 4공처(四空處) · 무상천[無想] · 5나함(五那含)을 말하는데(4주와 4취(四趣)를 합하여 8이 된다. 여기에 6욕천(六欲天)과 범왕천(梵王天)을 합하여 15가 된다. 여기에 4선과 4공처를 합하여 23이 된다. 여기에 무상천(無想天)과 나함천(那含天)을 합하여 25가 된다), 개별적으로 말하면 25유이고 총괄적으로 말하면 6도(六道)의 생사(生死)이다.

[6도 가운데] 첫 번째는 지옥도(地獄道)이다. 산스크리트어로는 날락가(捺洛迦, 산스크리트어: naraka)라고 하며, 또한 니려(泥黎, 산스크리트어: niraya)라고도 한다. 번역하면 고구(苦具)를 뜻한다. 그런데 '지옥(地獄)'이라는 낱말에 대해 말하자면, 이 처소는 지하에 존재하기 때문에 지옥이라 한다. 지옥이란 이를테면 8한(八寒)과 8열(八熱)의 대지옥을 말한다. 각각의 대지옥에는 권속이 있으며 그 부류가 무수히 많다. 지옥에서 고통을 받는 것은 지은 바 업에 따라 고통의 경중과 머무는 겁수에 차별이 있다. 그 중에 가장 무거운 고통을 받는 곳은 하루에 8만4천 번을 나고 죽으면서 무량겁을 지낸다. 상품(上品)의 5역죄[五逆]와 10악(十惡)을 지은 중생들이 이 도(道)에서 몸을 받는다.

두 번째는 축생도(畜生道)인데 방생(旁生)이라고도 한다. 이 도(道)의 중생은 모든 처소에 두루 존재한다. 몸에 털이 나 있거나 머리에 뿔이 돋아 있으며, 비늘이 있거나 갑각이 있거나 깃털이 있거나 털이 있으며, 4족이거나 다족이며, 다리가 있거나 없으며, 물 · 땅 혹은 공중을 다닌다. 서로 먹고 먹히는데 이러한 고통을 받는 것이 끝이 없다. 우치(愚癡)와 탐욕(貪欲)으로 중품(中品)의 5역죄와 10악을 지은 중생들이 이 도(道)에서 몸을 받는다.

세 번째는 아귀도(餓鬼道)이다. 산스크리트어로는 도려치(闍黎哆, 산스크리트어: preta)라고 한다. 이 도(道)의 중생도 역시 모든 취(趣)의 처소에 두루 존재한다. 복덕이 있는 아귀는 산림이나 무덤이나 사당의 신(神)이 되고 복덕이 없는 아귀는 더러운 처소[不淨處]에 거주하면서 음식을 얻지 못한다. 항상 채찍으로 맞으면서 강이나 바다를 메우는 일을 하는데 이러한 고통을 받는 것이 한량이 없다. 첨(諂: 아곡, 은폐)과 광(誑: 현혹, 기만)의 마음[心意]으로 하품(下品)의 5역죄와 10악을 지은 중생들이 이 도(道)에서 몸을 받는다.

네 번째는 아수라도(阿修羅道)이다. 번역하여 무주(無酒)라고 하며 또한 무단정(無端正) 또는 무천(無天)이라고도 한다. [이 도(道)의 중생은] 해안이나 해저의 잘 장식된 궁전에 거주한다. 언제나 싸움과 전쟁을 좋아하여 겁박하고 위협하는 것이 끝이 없다. [아수라도에 태어나게 되게 된 것은] 원인을 짓는 때에 시기심(猜忌心)을 마음에 품었기 때문인데, 비록 5상(五常: 인의예지신)을 행할지라도 다른 이를 이기고자 욕구하기 때문이다. 하품(下品)의 10선(十善)을 지은 중생들이 이 도(道)에서 몸을 받는다.

다섯 번째는 인간도[人道]이다. 4주(四洲)가 동일하지 않은데,
동불바제(東弗婆提, 즉 동승신주, 수명은 250년) · 
남염부제(南閻浮提, 즉 남섬부주, 수명은 100년) · 
서구야니(西瞿耶尼, 즉 서우화주, 수명은 500년) · 
북울단월(北鬱單越, 즉 북구로주, 수명은 1000년이며 요절하는 경우가 없다. 이 대륙에서는 성인이 나오지 않는다. 즉, 8난(八難) 가운데 하나이다)을 말한다.
[인간도에 태어나게 되게 된 것은] 원인을 짓는 때에 5상5계(五常五戒)를 행하였기 때문이다. 5상은 인(仁) · 의(義) · 예(禮) · 지(智) · 신(信)을 말하고 5계는 불살생[不殺] · 불투도[不盜] · 불사음(不邪淫) · 불망어(不妄語) · 불음주(不飮酒)를 말한다. 중품(中品)의 10선(十善)을 행한 중생들이 이 도(道)에서 몸을 받는다.

여섯 번째는 천상도[天道]이다.

28천(二十八天)이 동일하지 않다(욕계에 6천, 색계에 18천, 무색계에  4천이 있다).

첫 번째의 욕계 6천(欲界六天)은
첫째 4천왕천(四天王天, 수미산의 중턱까지에 걸쳐[腹] 위치한다),
둘째 도리천(忉利天, 수미산 꼭대기에 위치한다. 자체 안에 33천이 있다. 이상의 2천 즉 4천왕천과 도리천은 상품(上品)의 10선을 닦은 중생들이 이곳에 태어난다),
셋째 야마천(夜摩天),
넷째 도솔천(兜率天),
다섯째 화락천(化樂天),
여섯째 타화자재천(他化自在天)이다(이상의 4천은 공거천이다. 상품(上品)의 10선과 더불어 미도정(未到定, 즉 미지정)을 닦은 중생들이 이곳에 태어난다).
두 번째의 색계 18천(色界十八天)은 4선(四禪)으로 나뉜다.
초선(初禪)에 3천(三天: 범중천(梵衆天) · 범보천(梵輔天) · 대범천(大梵天)),
2선(二禪)에 3천(三天: 소광천(少光天) · 무량광천(無量光天) · 광음천(光音天)),
3선(三禪)에 3천(三天: 소정천(少淨天) · 무량정천(無量淨天) · 변정천(遍淨天)),
4선(四禪)에 9천(九天: 무운천(無雲天) · 복생천(福生天) · 광과천(廣果天)의 3천에는 범부가 거주하며, 상품(上品)의 10선과 선정을 닦은 중생들이 이곳이 태어난다. 무상천(無想天)에는 외도가 거주한다. 무번천(無煩天) · 무열천(無熱天) · 선견천(善見天) · 선현천(善現天) · 색구경천(色究竟天)의 5천에는 제3과(第三果, 즉 불환과)를 획득한 중생이 거주한다. 이들 9천은 욕탐[欲]과 추중의 산란[麤散]은 떠났으나 색(色)의 감옥[籠]을 아직 벗어나지 못하였기 때문에 색계라고 이름한다. 좌선하여 선정을 득한 상태이기 때문에 '선(禪)'이라는 명칭을 사용한다)이 있다.
세 번째는 무색계 4천(無色界四天: 공처천(空處天) · 식처천(識處天) · 무소유처천(無所有處天) · 비비상천(非非想天)으로, 이상의 4천에는 오직 4음(四陰, 즉 5온에서 색온을 제외한 나머지 4온)만이 있기 때문에 무색온이며 따라서 무색계라고 이름한다)이다.

위에서 해설한 지옥부터 비비상천까지는 비록 괴로움[苦]과 즐거움[樂]이 서로간에 동일하지는 않지만 [이것들 모두는] '태어나서 다시 죽고 그렇게 죽은 뒤에는 다시 태어나는 것'을 벗어나지 못한 상태이다. 그렇기 때문에 생사(生死)라고 이름한다. 이것이 장교(藏教)의 실유고제(實有苦諦: 생멸4제에 속하는 실유하는 고제)이다.
 — 《천태사교의》. 한문본 & 편집자 번역

## 기세간

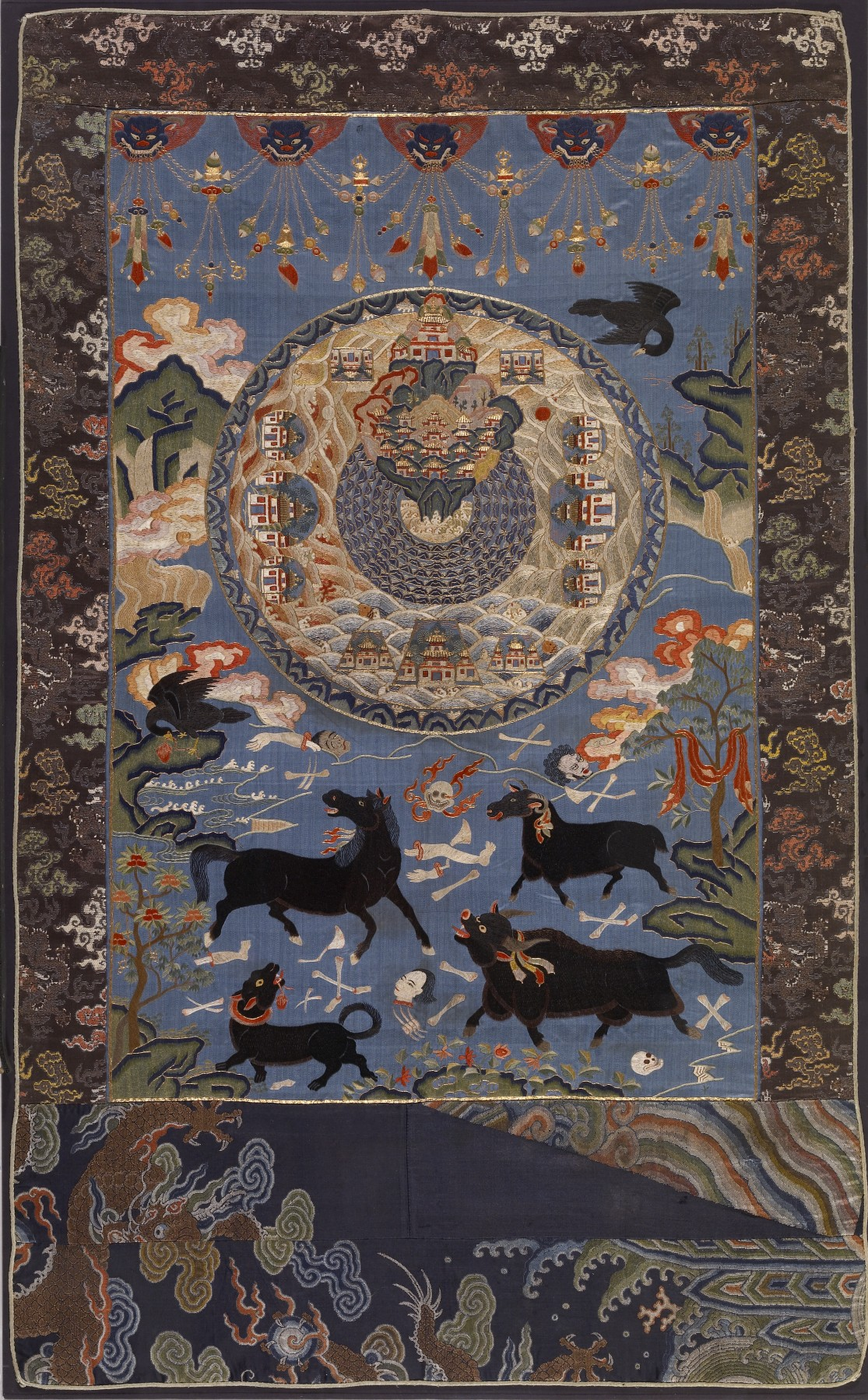
불교 우주론의 1수미세계(一須彌世界): 18세기 중국

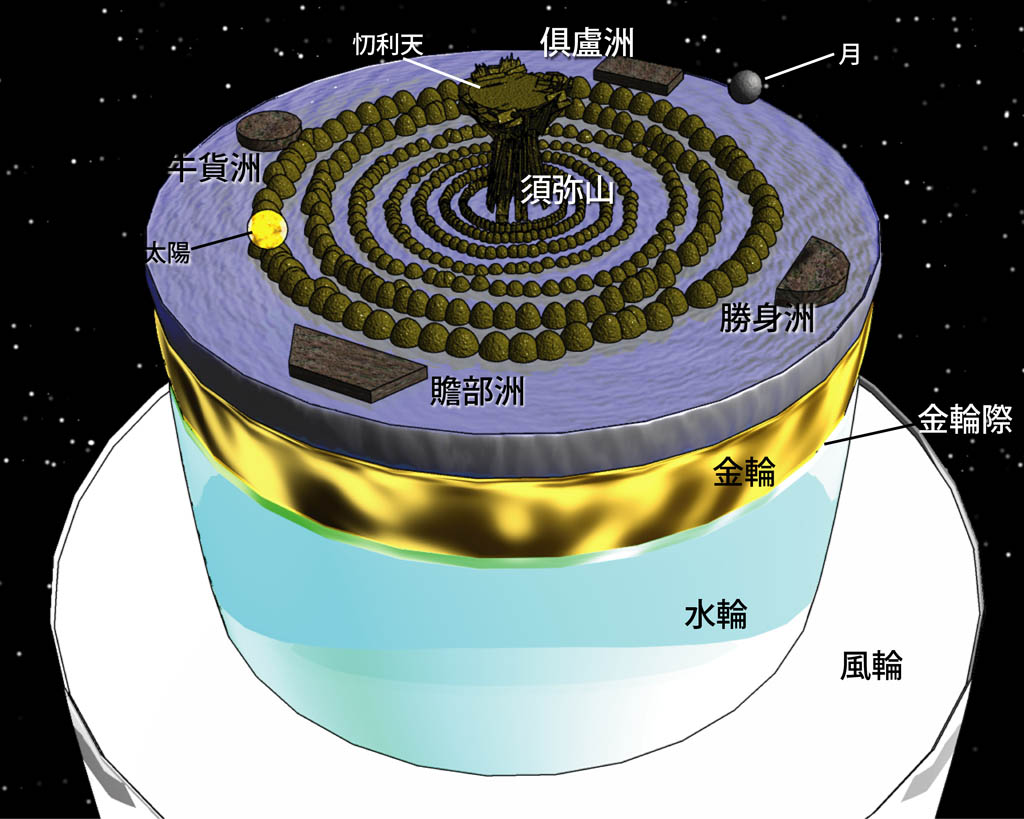
불교 우주론의 1수미세계(一須彌世界): 가운데에 수미산(須彌山)이 있고 수미산 꼭대기에 도리천(忉利天)이 있으며, 도리천의 왕이 제석천 즉 환인(桓因)이다. 풍륜 위에 수륜이 있고, 수륜 위에 금륜이 있으며, 금륜 위에 4대주(四大洲)와 9산8해(九山八海)가 있다. 수미산은 9산 가운데 하나이다.

### 수미세계

#### 욕계의 기세간

##### 4륜
불교의 우주론에서의 1수미세계(一須彌世界)의 구성을 아래에서 위로의 계층적 순서를 따라 살펴보면, 공륜(空輪) 즉 허공에 풍륜(風輪, vayumaṇḍala)이 떠있고, 풍륜 위에 수륜(水輪, jalamaṇḍala)이 있고, 수륜 위에 금륜(金輪, kancanamaṇḍala)이 있는데, 이들 공륜 · 풍륜 · 수륜 · 금륜의 4가지 륜을 대지4륜(大地四輪) 또는 단순히 4륜(四輪)이라고 한다. 다시, 금륜 위에 9산8해(九山八海)와 4대주(四大洲, cātur-mahā-dvīpa)가 있다.
불교에 따르면, 유정들이 사는 기세간(器世間)은 성주괴공(成住壞空)의 4겁(四劫)을 반복하면서 변화한다. 즉, 우주의 변화는 한편으로는 정해진 기간을 가지고 시간적 규칙성과 생성 · 유지 · 파괴 · 소멸이라는 양태적 규칙성을 가지고 진행된다. 즉, 우주의 운명은 예정되어 있으며 예측 가능하다 할 수 있다. 하지만, 다른 한편으로는 이 기간 안에 이루어지는 생성 · 유지 · 파괴 · 소멸의 진행은 초자연적인 어떤 다른 힘이 아니라 우주 속에 존재하는 인간을 포함한 6도(六道)의 모든 유정들의 공업(共業)에 의해서 이루어진다. 우주의 운명이 예정되어 있는 것과는 달리 개별 유정들의 운명은 그 자신의 총체적인 업에 따라 결정된다. 유정들이 사는 기세간(器世間)은 각각 20중겁의 괴겁(壞劫)과 공겁(空劫)을 거친 다음 온갖 유정들의 공업에 의해 다시 생성되는데, 그 생성의 최초의 단계는 우주의 구조의 가장 아래 또는 근본에 존재하는 허공 즉 공륜에 온갖 유정들의 업력이 작용하여 풍륜이 생겨나는 것이다.
이렇게 생겨난 풍륜은 이 단어의 문자 그대로의 뜻인 '바람'이 뜻하는 의미와는 달리 아주 치밀하며 견고한 성질을 지닌다. 《구사론》에 따르면, 코끼리의 100배의 힘을 가진 신인 대낙건나(大諾健那, 大諾那力人, mahā-nagna)가 금강저(金剛杵, 金剛輪)를 들고 온힘을 다해 내려치더라도 금강저가 부서질지언정 풍륜은 아주 약간의 손상도 입지 않는다. 그리고 풍륜은 그 면적이 무한하며 두께는 16억 유선나이다.
다시, 모든 유정들의 공업(共業)이 작용하여 큰 구름과 비를 일으켜서는 수레바퀴 만한 물방울들을 풍륜 위에 뿌리고 쌓아서 수륜(水輪, jalamandala)을 형성한다. 물방울들을 풍륜 위에 쌓을 때 물방물이 흩어지지 않는 이유에 대해서는 2가지 설이 있는데, 첫째는 유정들의 업력이 운용될 때 물방울이 흩어지지 않도록 움직인다는 것이고 다른 하나는 풍륜에 이러한 작용력이 있다는 것이다. 그리고 수륜의 상부는 응결되어 금륜이 되는데, 금륜이 형성되기 전의 수륜의 총 두께는 11억 2만 유선나이다. 너비는 12억 3천 4백 5십 유선나이다. 《구사론》에 따르면 수륜의 둘레는 너비의 3배, 즉 36억 1만 3백 5십 유선나인데, 이 진술은 달리 말하면 수륜의 표면은 그 형태가 원이라는 것을 시사한다. 그리고 이러한 추정에 따를 때 수륜의 입체적인 모습은 원통이다.
다시, 모든 유정들의 공업(共業)이 또 다른 바람을 일으켜서 이것으로 수륜을 후려치면 그 상부가 응결하여 금륜(金輪, kancanamandala)이 된다. 금륜으로 변화된 부분 만큼 수륜의 두께는 감소한다. 최종적으로 금륜의 두께는 3억 2만 유선나가 되고, 수륜의 두께는 원래의 11억 2만 유선나에서 3억 2만 유선나가 감소하여 8억 유선나가 된다. 금륜의 너비와 둘레는 수륜과 동일하며, 각각 12억 3천 4백 5십 유선나와 36억 1만 3백 5십 유선나이다. 금륜은 금성지륜(金性地輪: 쇠처럼 단단한 성질의 땅 바퀴) · 지륜(地輪) 또는 지계(地界)라고도 불린다. 금륜의 최하단을 금륜제(金輪際)라고 한다.
4륜의 너비와 두께는 모든 경론에서 동일하지 않다. 서로 비교해보면 큰 차이가 있기도 한다.

##### 9산8해와 7금산
9산(九山)은 1수미세계의 중심에 있는 수미산과 수미산을 환형으로 둘러싸고 있는 나머지 여덟 산맥을 통칭한다. 이들 중 수미산을 제1산이라고 하고 제9산 즉 가장 외곽의 산맥을 철위산(鐵圍山)이라고 하며, 수미산과 철위산을 제외한 나머지 일곱 산맥을 7금산(七金山) 또는 내산(內山)이라고 한다.
그리고 9산의 사이에 8개의 바다가 있는데 이들을 통칭하여 8해(八海)라고 한다. 제8해 즉 가장 외곽의 바다는 짠물 바다이며 나머지 일곱 바다는 유정들이 먹을 수 있는 담수의 바다인데, 이 담수를 달고 · 차고 · 부드럽고 · 가볍고 · 깨끗하고 · 냄새가 없고 · 마실 때 목이 상하는 일이 없고 · 마시고 나서 배탈나는 일이 없는 8가지 공덕을 갖추었다고 하여 전통적인 불교 용어로 8공덕수(八功德水)라고 한다.
이들 아홉 산맥과 여덟 바다를 통칭하여 9산8해(九山八海)라고 하며,  모두 금륜 위에 형성되어 있다.

##### 4대주
수미산을 둘러싸고 있는 여덟 산 중 7번째 산인 비나다가산(毘那多迦)과 8번째 산인 작가라산(斫迦羅, 철위산) 사이에는, 즉, 9산 중 8번째 산과 9번째 산 사이에는 짠물 바다가 있다. 이 바다는 외해(外海)라고 불리며 그 너비는 3억 2만 2천 유선나이다. 외해 위에는 4대주(四大洲) 또는 4주(四洲)라 불리는 4개의 대륙이 있다.  4대주는 남동서북의 순서대로 각각 섬부주(贍部洲) 또는 염부제(閻浮提), 승신주(勝身洲) 또는 비제하주(毘提訶洲), 우화주(牛貨洲) 또는 구다니주(瞿陀尼洲), 구로주(拘盧洲 또는 俱盧洲) 또는 울단월(鬱單越)이라 불린다.  흔히 방향을 접두사로 사용하여 남섬부주(南贍部洲), 동승신주(東勝身洲),  서우화주(西牛貨洲), 북구로주(北拘盧洲)라 한다.
남섬부주는 수미산을 기준으로 할 때  남쪽 방향에 있다. 세 변의 길이가 같고 나머지 한 변의 길이가 상대적으로 극히 짧은 사다리꼴의 모양이다. 세 변은 각각 2,000 유선나이고, 짧은 변은 3.5 유선나이며 남쪽을 향해 있다(북쪽 변과 남쪽 변의 비율이 100:1.75이다). 불교 경론에서는 이 모양을 수레 모양이라고 한다. 현대의 불교 사전 중에는 남섬부주의 모양이 사실상 삼각형이라고 설명하는 사전도 있다.
동승신주는 수미산을 기준으로 할 때 동쪽 방향에 있다. 반달 모양이다. 서쪽의 변은 길이가 남섬부주와 같이 2,000 유선나이고 반원 부분 중 동쪽을 향하고 있는 가운데 부분을 직선인 것으로 볼 때 그 길이가 350 유선나이다.
서우화주는 수미산을 기준으로 할 때 서쪽 방향에 있다. 원의 모양이다. 직경이 2,500 유선나이다. 둘레는 이것의 3배인 7,500 유선나이다.(보다 정확히는 2,500 × 3.14 = 7,850)
북구로주는 수미산을 기준으로 할 때 북쪽 방향에 있다. 정사각형 모양이다. 변의 길이는 2,000유선나이다.
4대주에 살고 있는 사람들의 얼굴 모양은 살고 있는 대륙의 모양과 같다. 예를 들어, 우리가 살고 있는 지구(특히 인도)는 남섬부주에 속하는데 우리의 얼굴 모양은 이 대륙의 모양처럼 이마 부위에 비해 턱 부위가 상대적으로 뾰족하다.

## 참고 문헌
- 고려대장경연구소. 《고려대장경 전자 불교용어사전》. 고려대장경 지식베이스 / (사)장경도량 고려대장경연구소. |title=에 외부 링크가 있음 (도움말)
- 곽철환 (2003). 《시공 불교사전》. 시공사 / 네이버 지식백과. |title=에 외부 링크가 있음 (도움말)
- 무착 지음, 현장 한역, 이한정 번역 (K.572, T.1605). 《대승아비달마집론》. 한글대장경 검색시스템 - 전자불전연구소 / 동국역경원. K.572(16-157), T.1605(31-663). |title=에 외부 링크가 있음 (도움말)
- 미륵 지음, 현장 한역, 강명희 번역 (K.614, T.1579). 《유가사지론》. 한글대장경 검색시스템 - 전자불전연구소 / 동국역경원. K.570(15-465), T.1579(30-279). |title=에 외부 링크가 있음 (도움말)
- 법립·법거 공역, 번역자 미상 (K.662, T.23). 《대루탄경》. 한글대장경 검색시스템 - 전자불전연구소 / 동국역경원. K.662(29-756), T.23. |title=에 외부 링크가 있음 (도움말)
- 불타야사·축불념 한역, 번역자 미상 (K.647, T.1). 《장아함경》. 한글대장경 검색시스템 - 전자불전연구소 / 동국역경원. K.647(17-815), T.1(1-1). |title=에 외부 링크가 있음 (도움말)
- 사나굴다 한역, 번역자 미상 (K.660, T.24). 《기세경》. 한글대장경 검색시스템 - 전자불전연구소 / 동국역경원. K.660(19-263), T.24(1-310). |title=에 외부 링크가 있음 (도움말)
- 세친 지음, 현장 한역, 권오민 번역 (K.955, T.1558). 《아비달마구사론》. 한글대장경 검색시스템 - 전자불전연구소 / 동국역경원. K.955(27-453), T.1558(29-1). |title=에 외부 링크가 있음 (도움말)
- 안혜 지음, 현장 한역, 이한정 번역 (K.576, T.1605). 《대승아비달마잡집론》. 한글대장경 검색시스템 - 전자불전연구소 / 동국역경원. K.576(16-228), T.1606(31-694). |title=에 외부 링크가 있음 (도움말)
- 용수 지음, 구마라습 한역, 김성구 번역 (K.549, T.1509). 《대지도론》. 한글대장경 검색시스템 - 전자불전연구소 / 동국역경원. K.549(14-493), T.1509(25-57). |title=에 외부 링크가 있음 (도움말)
- 운허.  동국역경원 편집, 편집. 《불교 사전》. |title=에 외부 링크가 있음 (도움말)
- (영어) DDB. 《Digital Dictionary of Buddhism (電子佛教辭典)》. Edited by A. Charles Muller. |title=에 외부 링크가 있음 (도움말)
- (영어) Sanskrit and Tamil Dictionaries. 《Cologne Digital Sanskrit Dictionaries》. Institute of Indology and Tamil Studies, Cologne University (www.sanskrit-lexicon.uni-koeln.de). |title=, |출판사=에 외부 링크가 있음 (도움말)
- (중국어) 무착 조, 현장 한역 (T.1605). 《대승아비달마집론(大乘阿毘達磨集論)》. 대정신수대장경. T31, No. 1605, CBETA. |title=에 외부 링크가 있음 (도움말)
- (중국어) 미륵 조, 현장 한역 (T.1579). 《유가사지론(瑜伽師地論)》. 대정신수대장경. T30, No. 1579. CBETA. |title=에 외부 링크가 있음 (도움말)
- (중국어) 법립·법거 공역 (T.23). 《대루탄경(大樓炭經)》. 대정신수대장경. T1, No. 23, CBETA. |title=에 외부 링크가 있음 (도움말)}
- (중국어) 佛門網. 《佛學辭典(불학사전)》. |title=에 외부 링크가 있음 (도움말)
- (중국어) 불타야사·축불념 한역 (T.1). 《장아함경(長阿含經)》. 대정신수대장경. T1, No. 1, CBETA. |title=에 외부 링크가 있음 (도움말)}
- (중국어) 사나굴다 한역 (T.24). 《기세경(起世經)》. 대정신수대장경. T1, No. 24, CBETA. |title=에 외부 링크가 있음 (도움말)}
- (중국어) 星雲. 《佛光大辭典(불광대사전)》 3판. |title=에 외부 링크가 있음 (도움말)
- (중국어) 세친 조, 현장 한역 (T.1558). 《아비달마구사론(阿毘達磨俱舍論)》. 대정신수대장경. T29, No. 1558, CBETA. |title=에 외부 링크가 있음 (도움말)
- (중국어) 안혜 조, 현장 한역 (T.1606). 《대승아비달마잡집론(大乘阿毘達磨雜集論)》. 대정신수대장경. T31, No. 1606, CBETA. |title=에 외부 링크가 있음 (도움말)
- (중국어) 용수 조, 구마라습 한역 (T.1509). 《대지도론(大智度論)》. 대정신수대장경. T25, No. 1509, CBETA. |title=에 외부 링크가 있음 (도움말)}
- (중국어) 제관 록 (T.1931). 《천태사교의(天臺四教儀)》. 대정신수대장경. T46, No. 1931, CBETA. |title=에 외부 링크가 있음 (도움말)

## 같이 보기
- 세계관